# Новочеркасск
Новочерка́сск — город на юго-западе России в Ростовской области. Образует городской округ — Новочеркасск. Город имеет официально утверждённые герб, флаг и гимн.
В 1944—1963 годах Новочеркасск являлся районным центром Новочеркасского района.
2 июня 1962 года в Новочеркасске была жестоко подавлена демонстрация  протеста рабочих против повышения цен 
В городскую черту Новочеркасска были включены в качестве микрорайонов населённые пункты: хутор Хотунок (в 1962 году), посёлки городского типа Октябрьский (в 1966 году) и Донской (в 2004 году).
Город является столицей донского казачества.

## Физико-географическая характеристика

### Географическое положение
Центральная часть города расположена на возвышенности, окружённой поймами степной реки Аксай и впадающей в неё реки Тузлов. В основании возвышенности лежат песчаники, сланцы, плотный известняк — ракушечник, в который на протяжении сотен лет попадала вода, образуя подземные скрытые пустоты.
Река Тузлов разделяет город на две части. Восточнее расположен район посёлка Донского. Территория Новочеркасска граничит с Октябрьским и Аксайским сельскими районами.
Преимуществом географического положения города является близость к крупнейшим промышленным и торговым центрам региона: Ростов-на-Дону расположен в 25 км, Шахты — в 25 км, Аксай — в 23 км, Новошахтинск — в 47 км, Батайск — в 53 км.
Общая площадь городских земель составляет 13 412,1 га.

### Климат
Новочеркасск расположен в умеренно континентальной зоне климата. Характерно сочетание избытка тепла с недостатком влаги летом и короткой и не суровой зимой (-4 °C, коэффициент увлажнения — 0,75).
| Показатель                                                                                                 | Янв. | Фев. | Март | Апр. | Май  | Июнь | Июль | Авг. | Сен. | Окт. | Нояб. | Дек. | Год |
| --- | ---- | ---- | ---- | ---- | ---- | ---- | ---- | ---- | ---- | ---- | ----- | ---- | --- |
| Средний суточный максимум, °C                                                                              | −2   | −1   | 5    | 16   | 23   | 26   | 30   | 28   | 23   | 14   | 7     | 1    | 14  |
| Средняя температура, °C                                                                                    | −5,7 | −4,8 | 0,6  | 9,4  | 16,2 | 20,2 | 23,0 | 22,1 | 16,3 | 9,2  | 2,5   | −2,6 | 8,9 |
| Средний суточный минимум, °C                                                                               | −8   | −8   | −3   | 5    | 11   | 15   | 17   | 16   | 11   | 5    | 0     | −5   | 5   |
| Норма осадков, мм                                                                                          | 60   | 40   | 40   | 50   | 55   | 60   | 55   | 40   | 40   | 30   | 55    | 80   | 605 |
| Источник: Яндекс-погода [значения средней температуры взяты из СНиП 23-01-99* «Строительная климатология»] |      |      |      |      |      |      |      |      |      |      |       |      |     |

Зима характеризуется высокой влажностью в сочетании с сильным ветром, оледенениями и неустойчивыми температурами (в среднем −5 °C, редко и кратковременно температура в январе может опускаться до −30 °C (2006) или подниматься до +18 °C (2007), и, как следствие, нестабильным снежным покровом). Самый холодный период — конец января, начало февраля. Продолжительность со средней температурой воздуха ниже 0 °C — 102 сут.
Продолжительность со средней температурой воздуха ниже +8 °C (продолжительность отопительного сезона) — 171 сут.
Среднемесячная влажность воздуха в январе 77 %. Средняя скорость ветра в отопительный период 6,5 м/с, направление — В.
Для лета характерна жаркая и засушливая погода, особенно для июля и августа, когда температура на 1—2 °C выше, чем на Черноморском побережье Северного Кавказа. Наиболее высокая температура характерна для июля и начала августа, днём иногда может превышать +40 °C в тени. К концу августа вода в близлежащих водоёмах (в том числе в р. Дон) прогревается до +28..+30 °C. Продолжительность климатического лета — 170—175 дней. Среднемесячная влажность воздуха в июле 45 %. Средняя скорость ветра в летний период 3,6 м/с, направление — В.
Среднегодовое количество осадков — 616 мм. Наибольшее количество осадков (до 65 мм) выпадает в декабре, январе и июне. Наименьшее (35 мм) — август, сентябрь. Количество осадков за ноябрь-март — 219 мм, за апрель-октябрь — 336 мм. Суточный максимум осадков 100 мм.

## История

### Российская Империя

Западный въезд в город (со стороны Ростова-на-Дону)

Новочеркасск (рус. дореф. Новочеркаскъ) был основан 18 (30) мая 1805 года как столица Области Войска Донского (донского казачества), основателем города был атаман Матвей Платов.
До этого столица располагалась в Черкасске (ныне станица Старочеркасская). Необходимость переноса столицы была вызвана многими экономическими, социально-политическими и природными обстоятельствами. Главной причиной являлось практически ежегодное длительное затопление Черкасска водами разливающегося весной Дона. В качестве защиты от наводнений была предпринята попытка возвести по проекту Антония Людвига де Романо защитный земляной вал, но строительство его не завершилось вследствие дороговизны и ненадёжности. Другой причиной стали частые пожары в прежней казачьей столице, построенной хаотично, без генерального плана, в огне которых выгорало до половины деревянных строений. Кроме того, к Черкасску отсутствовали надёжные сухопутные подъездные пути.
Несмотря на то, что десять из одиннадцати представителей станиц, входивших в состав Черкасского городка, на Казачьем круге отказались переносить столицу, Платов всё же сделал представление императору с просьбой разрешить перенести Черкасск в другое место. Разрешение было дано в высочайшем указе Александра I от 23 августа 1804 года.
Вскоре на Дон прибыл имевший богатый опыт градостроительства инженер генерал-лейтенант Ф. П. де Волан с поручением царя: вместе с Платовым выбрать место для будущей столицы Земли Войска Донского и составить план нового города. Комиссия из 12 человек осмотрела ряд мест: аксайские и черкасские горы, районы станиц Заплавской, Манычской и др. Её внимание привлекло урочище Бирючий Кут («волчье логово») — возвышенность, опоясываемая речками Тузловом и рукавом Дона Аксаем, выгодно господствовавшая над окружающей степью, что было немаловажно для обороны в случае нападения противника. Это место было решено рекомендовать царю.
7 ноября 1804 года Деволан и Платов представили императору на рассмотрение план будущего города и обширный доклад, в котором явно приукрашивались достоинства выбранной для строительства местности. Город был спроектирован в лучших традициях европейских образцов градостроительства, с просторными площадями, широкими проспектами и утопающими в зелени бульварами. Деволан, назвав будущий Новочеркасск «маленьким Парижем», положил в логическую основу города площади, на каждой из которых должна была стоять церковь, а от каждой из площадей радиально отходить улицы. 31 декабря 1804 года, рассмотрев план и доклад Платова и Деволана, Александр I собственноручно начертал: «Быть по сему. Александр».
18 (30 мая) 1805 года в день великого православного праздника Вознесения Господня состоялось историческое торжество закладки новой столицы Дона и войскового храма. По приказу Платова представители более тридцати станиц со знамёнами и войсковыми регалиями были вызваны для участия в церемонии. В целях сохранения свидетельств об этом событии из каждой станицы присутствовало по три подростка. Плугами были проложены борозды, отмечавшие первые проспекты, улицы и переулки. Состоялась закладка собора, затем — гостиного двора, Войсковой канцелярии и гимназии. В специально сооружённом склепе под собором замуровали «сребропозлащенную доску» с позолоченным гербом Войска Донского, а также золотые и серебряные монеты чеканки 1805 года.
Текст на пластине гласил:

«Город войска Донского имянуемый Новый Черкасск, основан в царствование Государя Императора и самодержца Всероссийского Александра Первого, лета от Рождества Христова 1805 мая 18 дня, который до сего дня существовал 235 лет при береге Дона на острове от сего места прямо на юг разстоянием в 20 верстах под названием Черкасска».

Празднично устроенный переезд в Новый Черкасск состоялся 9 мая 1806 года. Пушечным салютом провожал Старый Черкасск торжественную процессию в новую столицу. Новый Черкасск встретил первых переселенцев во главе с Войсковым Атаманом М. И. Платовым сто одним пушечным выстрелом. Состоялся исторический акт преемственной передачи боевых, культурных, нравственных и иных традиций Донского казачества от жителей прежней столицы новой.
Строительство города шло медленно прежде всего из-за нежелания казаков покидать обжитые места, да к тому же новая столица находилась в двадцати километрах от Дона, с которым казаки были тесно связаны на протяжении всей своей истории, из-за этого были даже планы углубить реку Аксай, на берегу которой располагался новый город. Фактически предполагалось пустить Дон по другому руслу, но из-за недостатка средств этот план не был осуществлён, и более трёх десятилетий вопрос о месте столицы Земли Войска Донского оставался нерешённым. В 1837 году уже казалось, что восторжествовал проект переноса столицы в станицу Аксайскую, которая также находилась на возвышенности, но примыкала к Дону. Однако в этом же 1837 году император Николай I лично осмотрел Новочеркасск и станицу Аксайскую и после возвращения в Санкт-Петербург повелел сохранить столицу на прежнем месте, из-за трудностей и бесполезности её переноса.

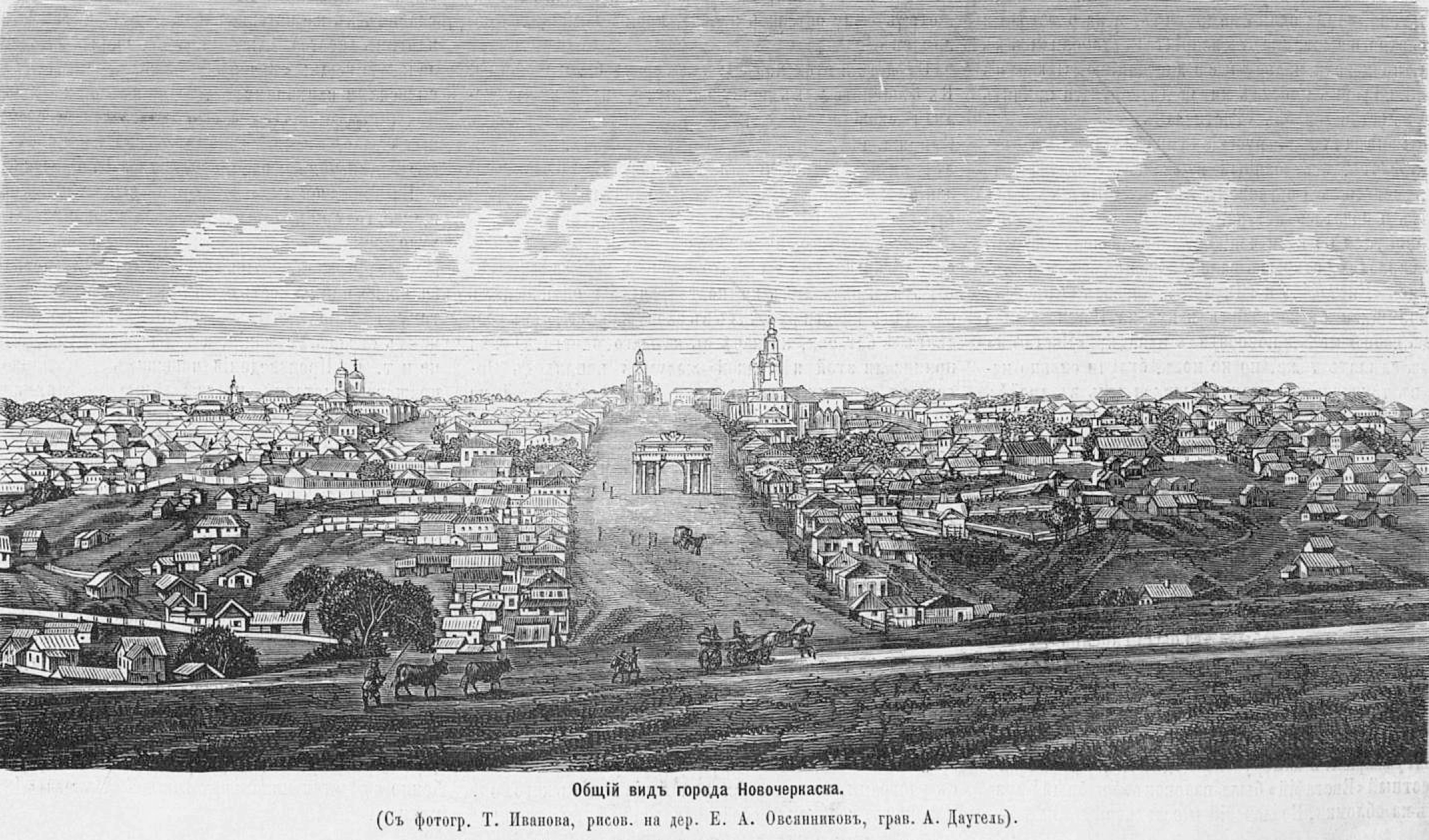
Общий вид Новочеркасска в 1870 году

В первой половине XIX века город строился только как войсковой центр, здесь располагались административные здания, гостиные дворы, трактиры, винные погреба, гостиницы, дома генералов и дворян, городские сады и т. д., только в 1850-х годах в Новочеркасске появились промышленные предприятия, однако на всех этих производствах работало менее одной тысячи человек при почти двадцатитысячном населении Новочеркасска.
1865 году построен один из старейших в России водопроводов по проекту штабскапитана Белелюбского. Постройка была выполнена им же при активном содействии атамана генерала Хомутова. Длина водовода 4847 сажень. Проектъ Новочеркаскаго водопровода расчитывался на 100000 вёдер въ сутки, имея число жителей в городе 20000 человек и считая по 5 вёдер на человека.
В 1870 году указом Правительственного сената Земля Войска Донского была переименована в Область Войска Донского.
В 1886 году выполнен проект улучшения Новочеркасского водопровода по проекту архитектора В. Зуева. Построен водопровод в станице Каменской. «С устройством телефона заведующий водопроводом, находясь в Новочеркаске, делает ежедневные распоряжения по действию водопровода и машин на расстоянии 33 вёрст».

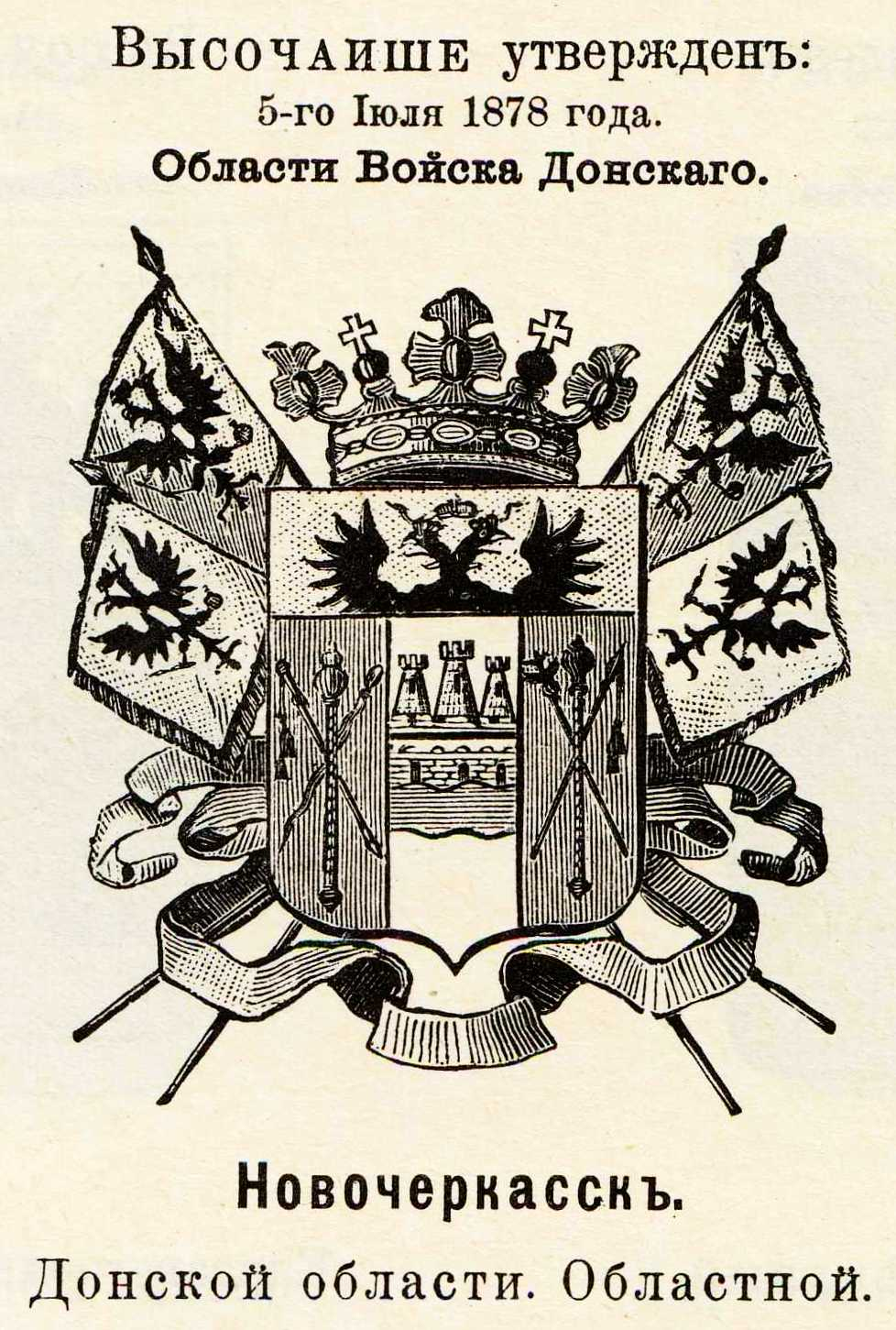
Герб Новочеркасска, 1878 год.

8 мая 1908 года состоялось открытие богадельни в приходе Новочеркасского Вознесенского кафедрального собора. В 1908—1910 годах возведён Храм Серафима Саровского.
В 1914 году — Новочеркасская станица с хуторами (Александровско-Кундрюческий, Больше-Логский, Власово-Аютинский, Власово-Грушевский, Грушевский, Гуково-Гнилушинский, Дарьинско-Ермаковский, Краснодворский, Малонесветайский, Мишкинский, Николаевско-Журавский, Павловско-Кундрюческий, Персияновско-Грушевский, Садковско-Николаевский, Соколовско-Кундрюческий, Сулиновско-Кундрюческий, Татарский).

### Советский Союз
Накануне Октябрьской Революции в Новочеркасске проживало около шестидесяти тысяч человек. Около половины (более двадцати пяти тысяч человек) составляло служивое казачество с семьями. Дворяне — около трёх тысяч человек, лица духовного звания — более пятисот человек. Купцов и крестьян практически не было.
В годы Гражданской войны Новочеркасск стал одним из центров Белого движения для всех, кто не хотел смириться с захватом власти большевиками. За это время население города выросло почти в два раза и составило более ста тысяч человек. Казаки под руководством атамана Каледина предпочли обособиться от Советской власти созданием независимой Донской области с центром в Новочеркасске. Позже под руководством Лавра Корнилова и генерала Михаила Алексеева в Новочеркасске была сформирована Добровольческая армия, начавшая борьбу с большевистской властью. На протяжении всей войны Новочеркасск несколько раз переходил то к большевикам, то к белогвардейцам.
8 января 1920 года Новочеркасск окончательно перешёл в руки к большевикам, потеряв статус столицы Донского казачества.
Летом — осенью 1941 года из-за стремительного наступления немцев были эвакуированы большинство предприятий и заморожены стройки новых объектов (например, городского трамвая), однако осенью 1941 года немецкие войска были переброшены под Ростов из-за наступления Красной армии, и только лишь 25 июля 1942 года город был занят немцами. Новочеркасск стал центром формирования Казачьего Стана — военного формирования на стороне вермахта. Новочеркасск был освобождён советскими войсками 13 февраля 1943 года.

#### Новочеркасский расстрел
В 1962 году в городе произошло массовое выступление рабочих, получившее известность как «Новочеркасский расстрел», которое было жестоко подавлено властями с участием войск по приказу Хрущёва.
Непосредственно этим событиям был посвящён фильм «Дорогие товарищи!», поставленный режиссёром Андреем Кончаловским и вышедший на экраны в 2020 году. В 2012 году это событие нашло отражение в телесериале Сергея Жигунова «Однажды в Ростове», поставленном режиссёром Константином Худяковым по сценарию Еленой Райской.
Съёмки телефильма проходили в Москве, Ростов-на-Дону, Новочеркасске, Мариуполе и Севастополе.

### Российская Федерация
5—6 октября 1991 года состоялся Большой Круг Союза казаков Области Войска Донского, на котором за Новочеркасском закрепили статус исторического и современного центра донского казачества.
17—18 июля 1993 года в Москве прошёл Объединённый Верховный Круг казачьих войск России и Зарубежья, в результате которого Новочеркасск был провозглашён всемирной столицей казачества.

## Население
| 1811     | 1840     | 1856     | 1863     | 1897     | 1914     | 1923     | 1926     | 1939     | 1959     | 1962     | 1967     |
| -------- | -------- | -------- | -------- | -------- | -------- | -------- | -------- | -------- | -------- | -------- | -------- |
| 6700     | ↗17 600  | ↗17 900  | ↗18 100  | ↗52 000  | ↗69 100  | ↘42 600  | ↗62 000  | ↗81 000  | ↗95 453  | ↗104 000 | ↗161 000 |
| 1970     | 1973     | 1975     | 1976     | 1979     | 1985     | 1986     | 1987     | 1989     | 1990     | 1991     | 1992     |
| ↗162 365 | ↗175 000 | ↗180 000 | →180 000 | ↗183 055 | ↗185 000 | ↗186 000 | ↗188 000 | ↘187 973 | ↘187 000 | ↗189 000 | ↘188 000 |
| 1993     | 1994     | 1995     | 1996     | 1997     | 1998     | 1999     | 2000     | 2001     | 2002     | 2003     | 2004     |
| →188 000 | ↗189 000 | ↘188 000 | →188 000 | →188 000 | ↘186 000 | ↗186 500 | ↘184 400 | ↘181 600 | ↘170 822 | ↘170 800 | ↘168 700 |
| 2005     | 2006     | 2007     | 2008     | 2009     | 2010     | 2011     | 2012     | 2013     | 2014     | 2015     | 2016     |
| ↗180 800 | ↘179 500 | ↘178 000 | ↘177 000 | ↘176 542 | ↘168 746 | ↗169 277 | ↘169 032 | ↗173 140 | ↗173 464 | ↘172 817 | ↘170 233 |
| 2017     | 2018     | 2019     | 2020     | 2021     | 2024     |          |          |          |          |          |          |
| ↘168 766 | ↘168 022 | ↘167 355 | ↗168 035 | ↘163 674 | ↘160 529 |          |          |          |          |          |          |

#### Динамика населения
На 1 января 2025 года по численности населения город находился на 112-м месте из 1124 городов Российской Федерации.

### Национальный состав
По итогам переписи населения 2020 года, в городе проживали следующие национальности:
| Национальность | Численность, чел. | Доля     |
| -------------- | ----------------- | -------- |
| Русские        | 135 349           | 95,42 %  |
| Армяне         | 1192              | 0,84 %   |
| Украинцы       | 810               | 0,57 %   |
| Азербайджанцы  | 272               | 0,19 %   |
| Татары         | 181               | 0,13 %   |
| Белорусы       | 161               | 0,11 %   |
| Другие         | 3882              | 2,74 %   |
| Итого          | 141 847           | 100,00 % |

### Языковой состав
По данным переписи 1897 года:
| Язык        | Численность, чел. | Доля     |
| ----------- | ----------------- | -------- |
| Русский     | 48 079            | 92,53 %  |
| Украинский  | 2 626             | 5,05 %   |
| Армянский   | 315               | 0,61 %   |
| Польский    | 190               | 0,37 %   |
| Немецкий    | 187               | 0,36 %   |
| Белорусский | 160               | 0,31 %   |
| Татарский   | 111               | 0,21 %   |
| Другие      | 295               | 0,56 %   |
| Итого       | 51 963            | 100,00 % |

В настоящее время официальным и основным языком города является русский.

## Экономика

### Промышленность

Заводоуправление НЭВЗа

Новочеркасск является одним из крупнейших промышленных центров Ростовской области. Город занимает первое место в области по объёму производства на душу населения (67 тыс.руб./чел. по данным 2007 года).
Объём отгруженных товаров собственного производства по крупным и средним предприятиям города в 2019 году составил чуть более 90 млрд руб.
Большинство крупных предприятий расположены в бывшем Промышленном районе города, отделённым от исторического центра поймой реки Тузлов.
В настоящее время лишь некоторые предприятия сохранили производство.

#### Машиностроение
- Новочеркасский электровозостроительный завод. Основан в 1936 году как паровозостроительный завод, после окончания Великой Отечественной войны, в 1946 году, завод был перепрофилирован в электровозостроительный. В 2003 году вошёл в состав ЗАО «Трансмашхолдинг». На сегодняшний день НЭВЗ производит магистральные грузовые электровозы переменного и постоянного тока, пассажирские электровозы переменного тока, двухсистемные электровозы, промышленные электровозы и тяговые агрегаты. Численность рабочих — 9877 чел[47].

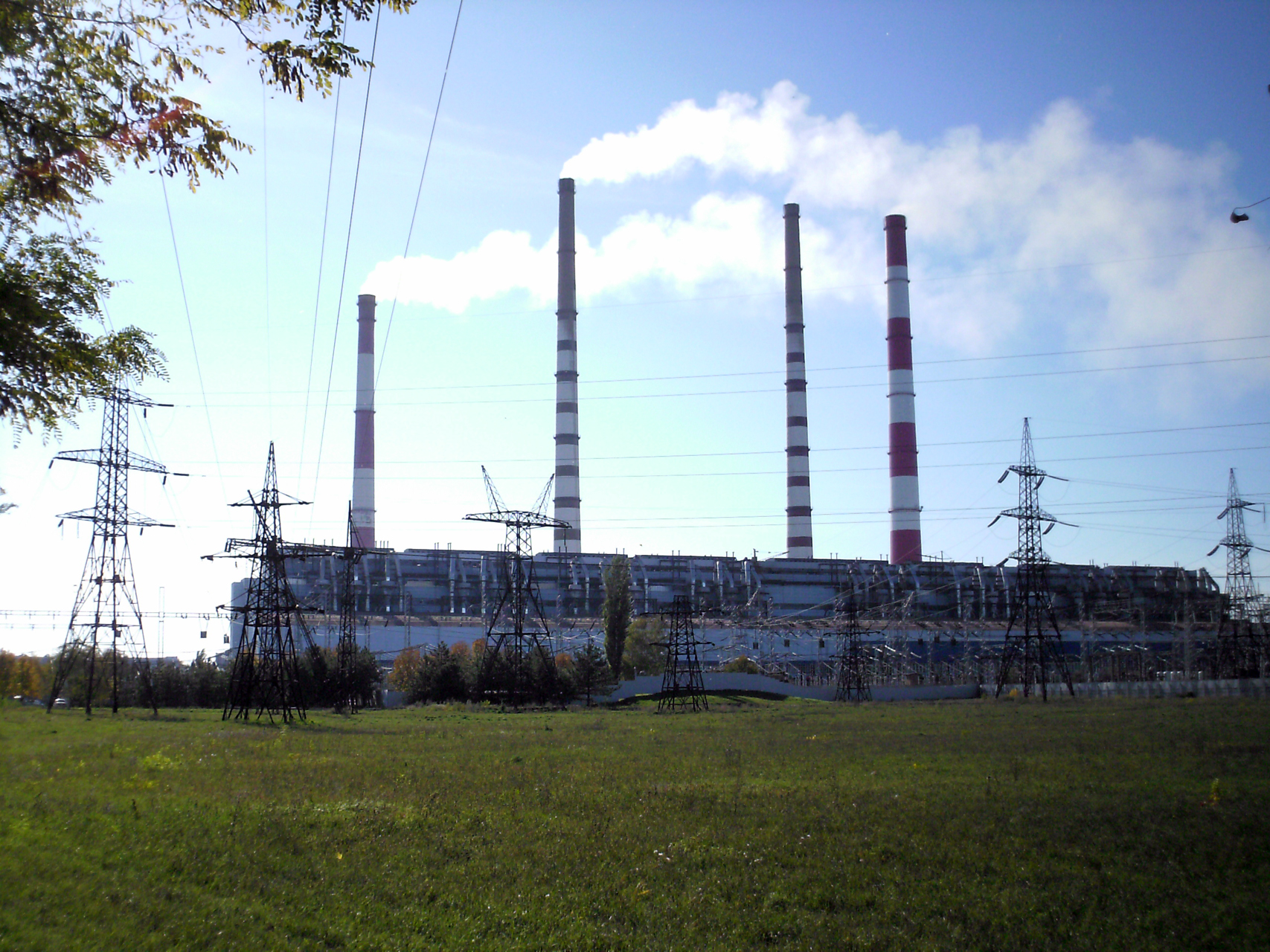
Новочеркасская ГРЭС

#### Электроэнергетика
- Новочеркасская ГРЭС. Входит в состав ПАО «ОГК-2». Первый энергоблок введён в эксплуатацию в 1965 году. Крупнейшая ГРЭС на юге России, проектная мощность станции 2400 МВт (8 энергоблоков по 300 МВт), в настоящее время ведётся строительство 9-го энергоблока. Основное топливо — уголь, газ, резервное — мазут. Станция расположена в 15 км от центра города, вблизи п. Донской[48], который входит в состав Новочеркасска.

#### Металлургия

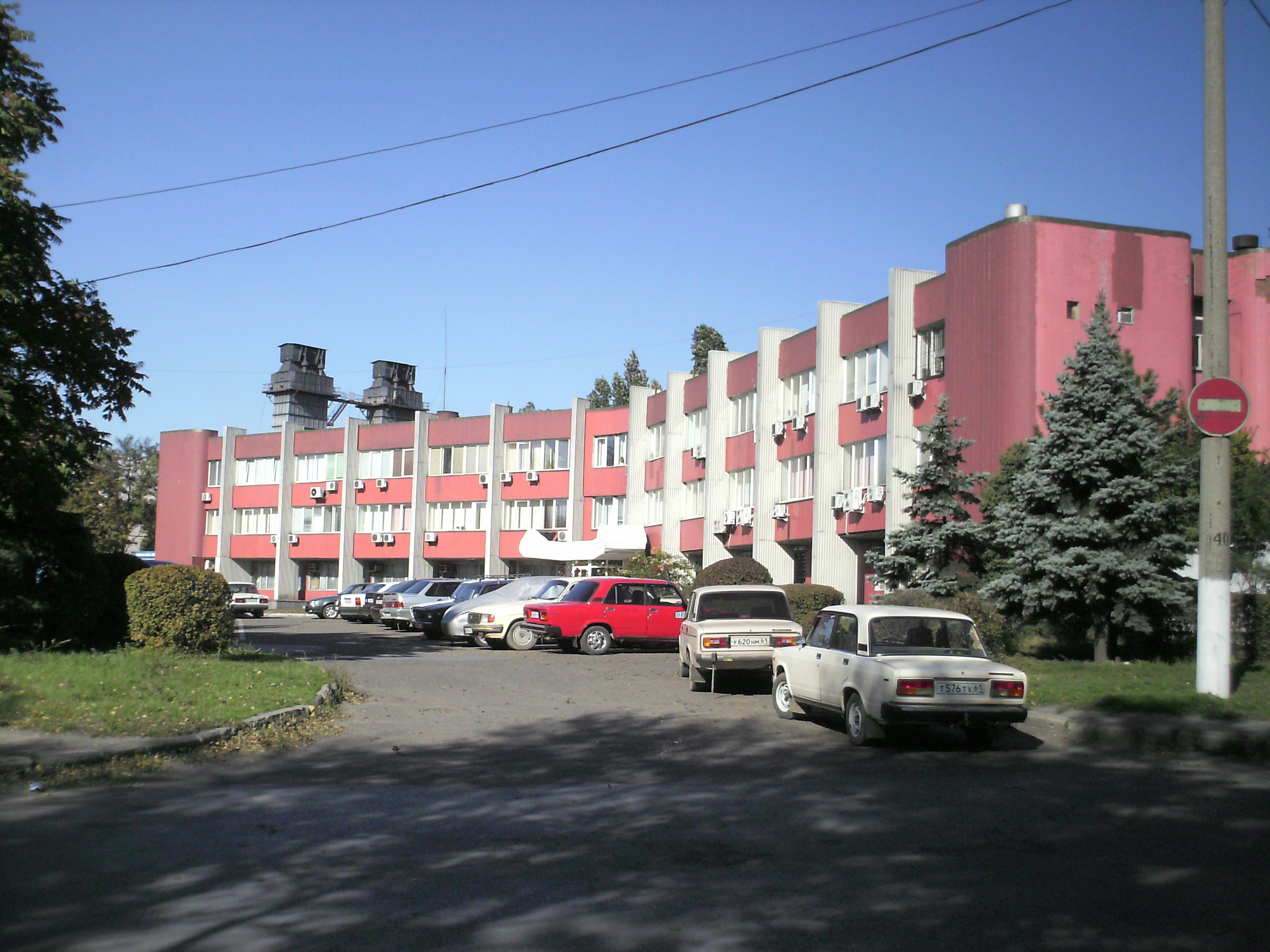
Электродный завод

- ОАО «Энергопром — Новочеркасский электродный завод». Входит в состав группы «Энергопром». Введён в эксплуатацию в 1954 году. Специализируется на выпуске графитированных электродов, анодных обожжённых блоков, углеродной массы и фасонных изделия из искусственного графита. В 2006 году завод обеспечил производство продукции общей стоимостью 2717 млн рублей. Часть продукции экспортируется в Европу и страны СНГ[49].
- ОАО «Магнит» (в прошлом — Новочеркасский завод постоянных магнитов). Завод основан в 1956 году, в советское время был крупнейшим в мире производителем постоянных магнитов, в том числе литых магнитов и из магнитотвёрдых ферритов. Продукция завода экспортировалась во многие развитые страны.

#### Авиационная промышленность
ОАО «31 Завод авиационного технологического оборудования» ведущее предприятие России по проектированию, изготовлению и поставке специального технологического оборудования для ремонта и испытания обширной номенклатуры авиационной техники, а также средств наземного обеспечения специального применения (СНО СП).Основан в 1952 г. переформированием 181 Центральной ремонтной базы.

#### Химическая промышленность
- Новочеркасский завод синтетических продуктов. Завод введён в эксплуатацию в 1952 году и был одним из «номерных» — 17ым. Специализировался на производстве веществ органической химии, метанола и формалина, малеинового ангидрида, также производил углекислоты, пенообразователи, товары народного потребления (клеящий карандаш из отбракованного кровезаменителя, детские цветные карандаши «Полицвет», моющее средство «Прогресс», химические удобрения) и др.[50] Численность рабочих составляла более 3000 человек. Часть продукции завода экспортировалась в страны СНГ, Восточной Европы и США[51]. Начиная с 1993 года экономическая ситуация на заводе стала ухудшаться: руководители постоянно менялись, задержка по зарплате росла (достигая в худшие годы 11,5 месяцев), происходили сокращения. В середине «нулевых» завод, казалось, окончательно был разворован, но обе площадки, новая и старая, продолжали функционировать, так как помимо прочего завод снабжал посёлок Октябрьский питьевой водой. Так же на заводе находились очистные сооружения. Среди бывших работников бытовало мнение, что за очистные шла «холодная война» между управлением завода и городской администрацией. Мнение не лишено оснований, так как с прекращением подачи воды через завод, резко повысились тарифы на питьевую воду — как в жилом, так и в частном секторе. В настоящее время предприятие законсервировано, производится демонтаж оборудования. Однако несмотря на это, цех № 15 функционирует, так как планируется возродить некоторый объём производства.

#### Нефтегазовая промышленность
- ООО «Эскорт». Основано в 1995 году на базе ОАО «Новочеркасскнефтемаш» (1959). Одно из немногих предприятий в России с замкнутым циклом производства. Компания специализируется на производстве нефтегазохимического оборудования, нагревательных печей (цилиндрические и коробчатые), горелочных устройств, реакционных труб, оребренных труб, различных змеевиков, факельных систем Закрытого и открытого типа, теплообменного оборудования, ёмкостного оборудования, в том числе технологические установки «под ключ». Большие проекты компания ООО «ЭСКОРТ» может реализовывать как EPC подрядчик[52].

#### Производство стеклотары
- АО Фирма «Актис». Предприятие основано в 2000 году. Специализируется на производстве узкогорловой стеклянной тары для пива, минеральной воды и безалкогольных напитков[53].

#### Лёгкая промышленность
- Швейная фабрика «Фея». Основана в 1956 году. Специализируется на производстве женской одежды[54]. До 70 % продукции экспортируется в Германию[55].
- Швейное производство и реализация женской одежды «Lady Style»[56]. Предприятие основано в 2007 году. Специализируется на производстве женской одежды всех размеров.
- ООО «БВН инжениринг». Предприятие основано 16 июля 1991 года, основным направлением деятельности предприятия является разработка и производство спецодежды (летней, зимней — на основе различных утеплителей), а также одежды и снаряжения для туризма и альпинизма.

#### Пищевая промышленность
- Во времена СССР в Новочеркасске существовал Городской пищекомбинат, который, в частности, выпускал карамели.
- ОАО Молочный завод «Новочеркасский». Основан в 1965 году. Одно из крупнейших пищевых предприятий Ростовской области. Производил 51 вид молочной продукции. В данный момент не существует. На месте завода планируется строительство жилого комплекса.
- ОАО «Мясокомбинат Новочеркасский». Основан в 1915 году на базе колбасного завода А. В. Лозе, первое упоминание о котором относится к 1867 году. Производит более 150 наименований мясной продукции. Основная продукция — колбасы и мясные полуфабрикаты.
- ОАО «Хлеб». Предприятие включает в себя 3 крупных хлебозавода, 2 пекарни, кондитерский цех, мельницу, маслоцех и собственную торговую сеть для реализации своей продукции. Хлебокомбинат выпускает свыше 170 наименований хлебобулочных и кондитерских изделий. Продукция предприятия составляет 80 % рынка хлебобулочных изделий Новочеркасска и его окрестностей. В настоящее время все хлебозаводы распроданы. В город хлеб завозится из соседних городов.
- ОАО «Новочеркасский винный завод». Создано в 1896 году, как винодельческая фирма А. Д. Соколова. Завод занимается в основном фасовкой продукции, сырьё поступает с первичных винсовхозов, здесь отстаивается, проходит дополнительную фильтрацию, после чего фасуется. В настоящее время завод закрыт.
- ОАО «Новочеркасский ликёро-водочный завод». Открыт в 1888 году, одно из старейших предприятий Новочеркасска. В настоящее время признано банкротом. В 2010-е годы в здании бывшего ликёро-водочного завода располагается производство женской одежды ООО «Леди Стайл».
- ЗАО «Новочеркасский пивзавод» — одно из старейших предприятий города (построен и сдан в эксплуатацию в 1904 году). Ежегодная производительность завода — более 500 тыс. декалитров пива, которое реализуется в Новочеркасске и других городах и станицах области.

### Строительство
В городе выделены две приоритетные территории под строительство жилья: микрорайоны «Восточный» (250 тыс. м²) и «Сармат». В 2006 году программа по строительству жилья была реализована на 132 %.
В 2019 году в городе было введено 101,1 тыс. м² жилья.
Средняя цена квадратного метра вторичного жилья в городе по итогам ноября 2020 года — 39 745 рублей. На рынке новостроек — 51 000 рублей.

### Транспорт

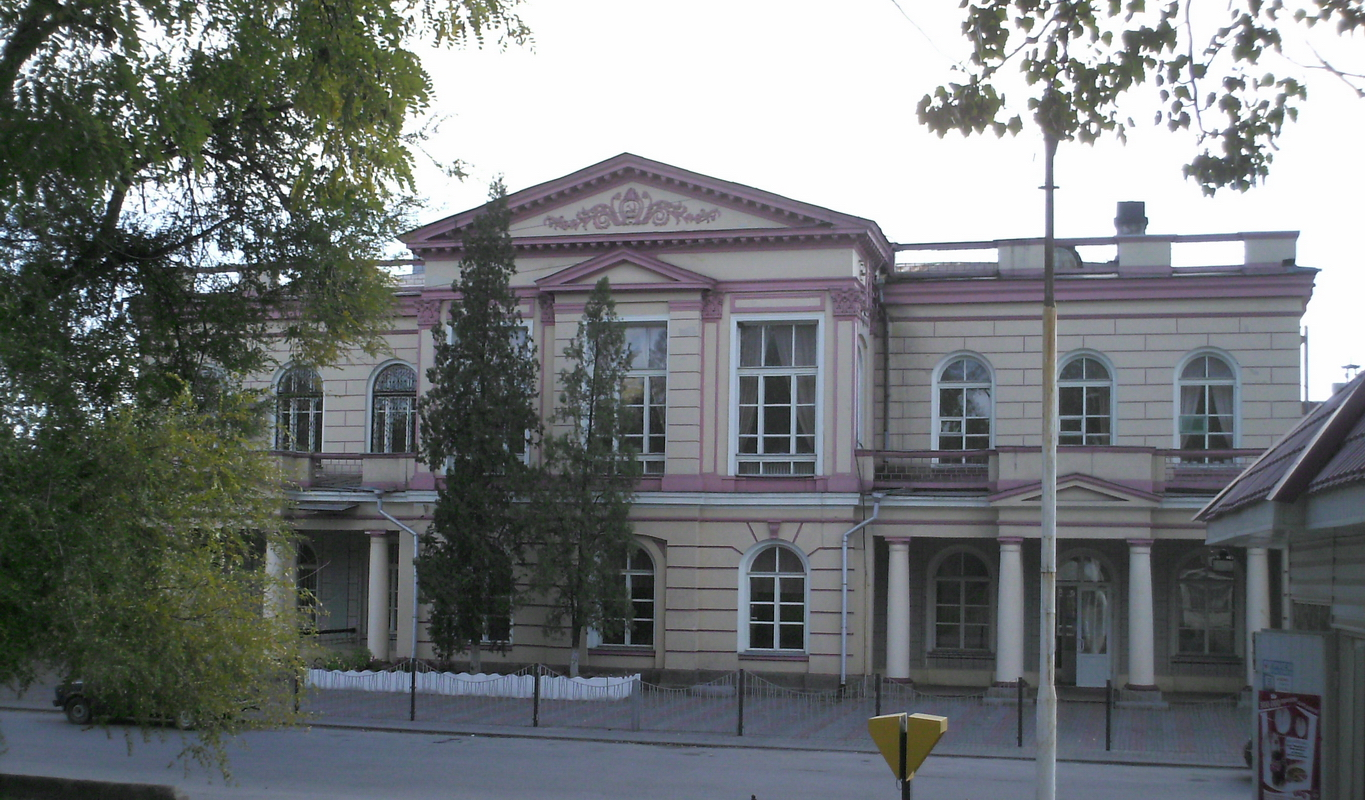
Здание железнодорожного вокзала

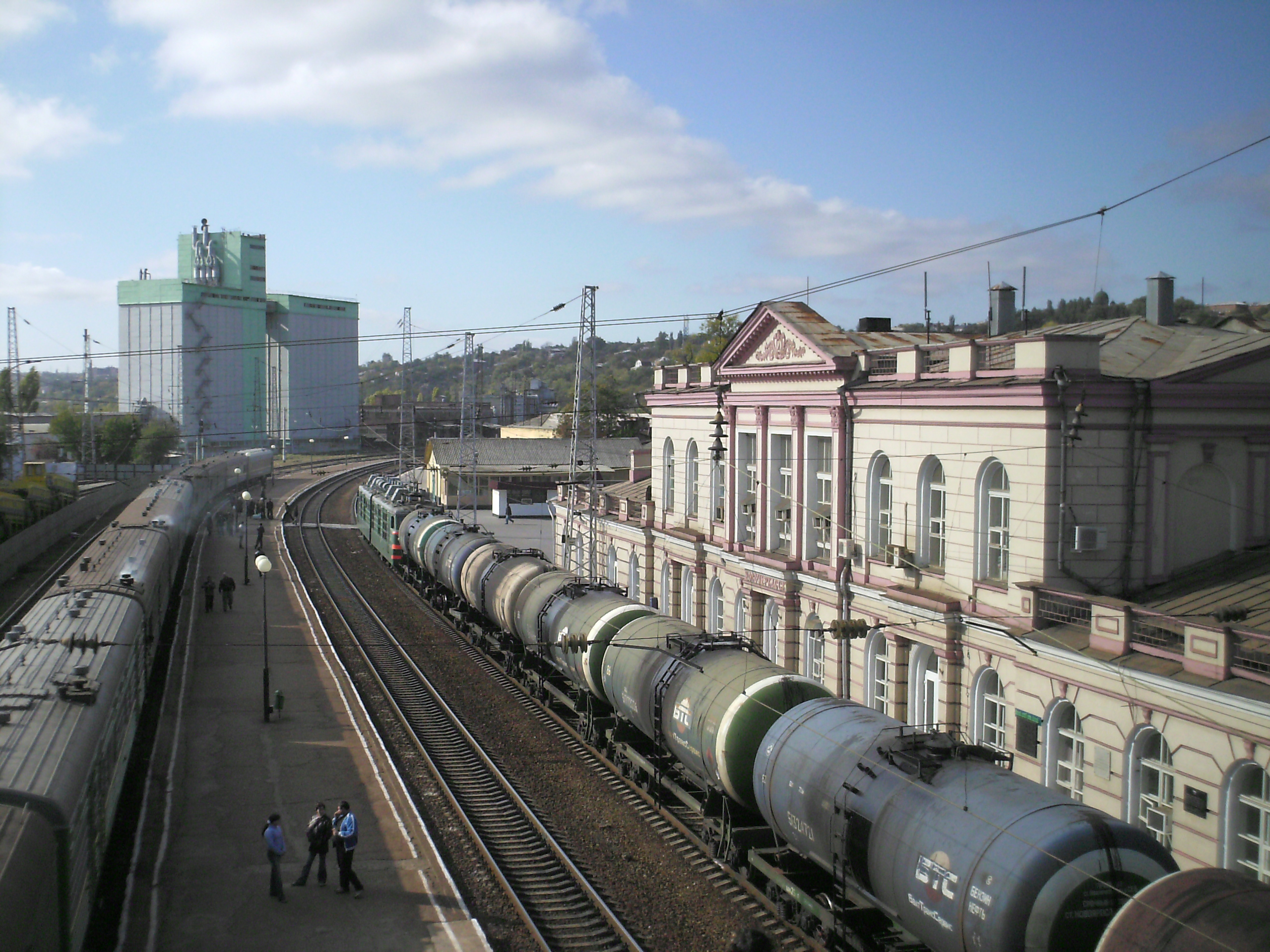
Железнодорожная станция

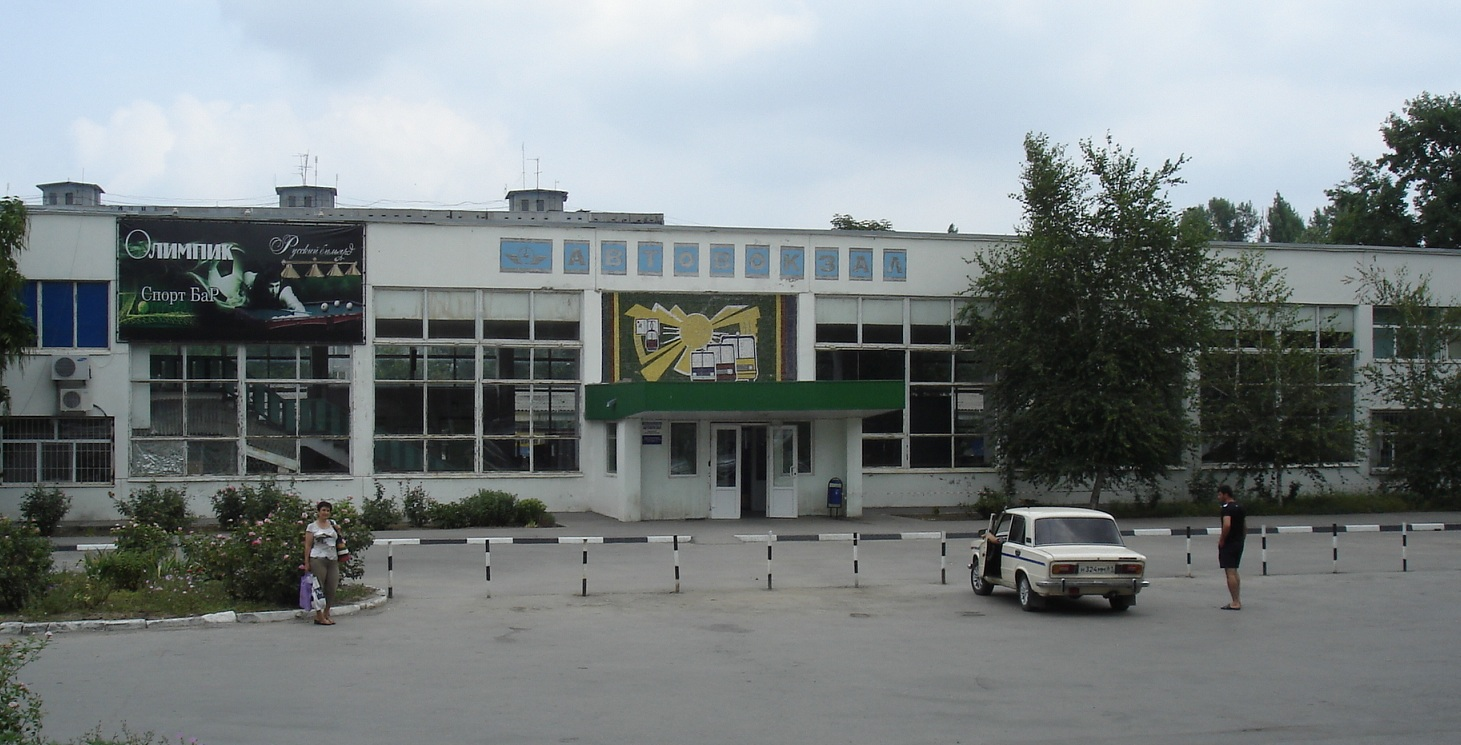
Здание автовокзала

ТК «Новочеркасск», ООО 

#### Железнодорожный
Железная дорога в городе появилась в 1864 году, когда была построена железная дорога Аксай-Новочеркасск-Александровск-Грушевский (ныне город Шахты), в 1870-х годах дорога была продлена до Москвы. Сейчас через город проходит важнейшая железнодорожная магистраль (двухколейная, электрифицированная переменным током), которая связывает центр страны с Северным Кавказом. В черте города расположены три железнодорожные станции (Новочеркасск, Хотунок, Локомотивстрой) и 2 остановочных пункта: НЭВЗ (1165 км) и Цикуновка. Также возле железнодорожной станции Новочеркасск располагается одна из двух на юге страны Машинизированных дистанций пути по ремонту и эксплуатации путевых машин ПЧМ-1 (ПЧМ-Новочеркасск). Вторая аналогичная находится в городе Тихорецк. ПЧМ-2 или ПЧМ-Тихорецк.

#### Автомобильный
Вблизи города проходит федеральная трасса М-4 «Дон». Автобусное движение впервые появилось в городе в 1910 году, но вскоре было закрыто, возобновлено только в середине 1920-х годов. Сейчас в городе действует 56 городских и 32 пригородных маршрутов.
Стоимость проезда в Новочеркасске на автобусе 27 рублей наличными и 25 банковской картой, на маршрутном такси 19 рублей. Оплата при входе и на маршрутке, и на автобусе. В трамвае 15 рублей. В городе два автотранспортных предприятия: «НПОПАТ» (Новочеркасское производственное объединение предприятий автомобильного транспорта) и «Курьер». На рынке автоперевозок «НПОПАТ» занимает большую часть.
- Такси. Предоставляют услуги несколько операторов: «Курьер», «Таймер», «Такси», а также «Новая волна» и «Эконом».
- Электротранспорт (Основная статья — Новочеркасский трамвай).

Проекты по строительству трамвая в городе существовали ещё с начала XX века, однако этому поочерёдно препятствовали Первая мировая война, Гражданская война, Вторая мировая война. Пуск трамвая состоялся только в 1954 году. Сейчас в городе действует четыре трамвайных маршрута, протяжённость трамвайных путей 42,8 км, пассажиропоток более 7 млн человек в год. Кроме того, в 1970-х годах существовал проект по созданию в городе троллейбусного движения и в 1977 году в Новочеркасске началось строительство первой линии. За несколько лет частично было построено депо и установлены опоры контактной сети. Однако по различным причинам стройка оказалась законсервированной, а впоследствии прекратилась совсем. Генеральным планом Новочеркасска до 2025 года предусмотрено создание троллейбусной сети в городе.

#### Авиационный
- В 15 км северо-западнее города расположен построенный в 2017 году международный аэропорт Ростова-на-Дону «Платов».

## Связь
Первым из средств связи в городе появился телеграф в 1860 году. Телефонная связь в городе существует с 1891 года, телефонная сеть общего пользования начала работать в 1898.
- Телефонная связь: услуги проводной телефонной связи и связи в стандарте CDMA предоставляет компания Ростелеком.
- Сотовая связь: представлена компаниями МТС, МегаФон, Билайн, Теле2, Йота, Тинькофф Мобайл

### Интернет
В сфере предоставления доступа в Интернет в Новочеркасске выделяются следующие интернет-провайдеры:
- Ростелеком (ПАО «Ростелеком») — интернет по технологиям FTTB
- МТС(«Мобильные ТелеСистемы») — интернет по технологиям FTTB
- ТТК (ЗАО «Компания ТрансТелеКом») — интернет по технологиям FTTB
- Орбита (АО ОКТБ «Орбита») — интернет по технологиям PON

## Наука и образование

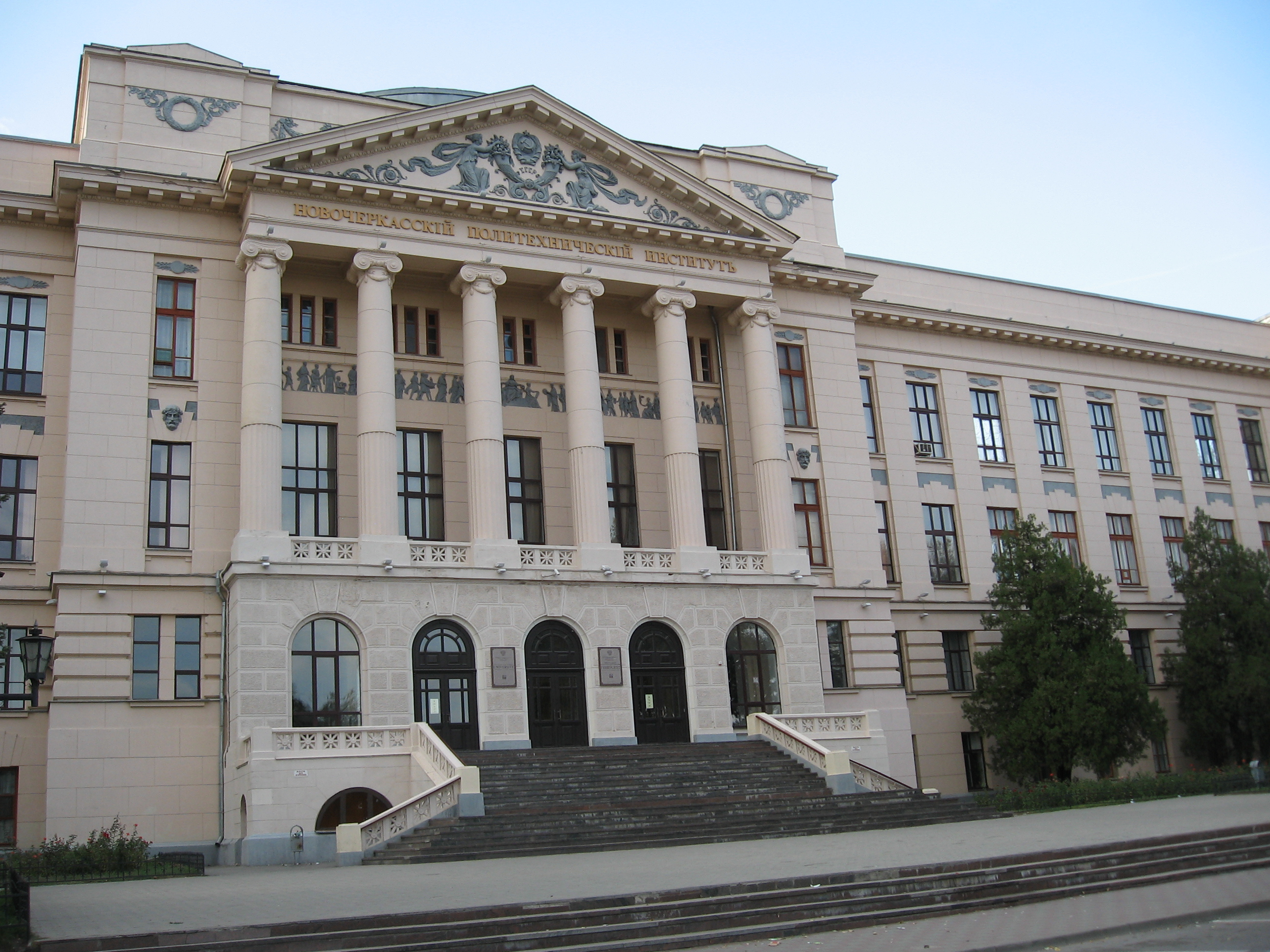
Южно-Российский государственный политехнический университет им. М. И. Платова

В Новочеркасске работают 74 муниципальных образовательных учреждения, более 10 средних специальных учебных заведения и 2 ВУЗа.
В 1907 году в городе был открыт Донской политехнический институт, ставший первым высшим учебным заведением на юге Российской империи.
За годы своей истории институт неоднократно менял название.
В 2018 году в стенах института снимались сцены многосерийного телевизионного фильма «Небо измеряется МИлями», посвященные молодости М. Л. Миля, обучавшегося в институте и создававшего свои первые конструкторские разработки в 1920-х годах.
Во время Первой Мировой войны в Новочеркасск был переведён Новочеркасский зооветеринарный институт, основанный в Варшаве в 1840 году. Институт просуществовал в Новочеркасске до объединения с Азово-Черноморским сельскохозяйственным институтом в Донской сельскохозяйственный институт в 1962 году.
Особое значение для образования и культуры Новочеркасска имел «Донской Мариинский институт благородных девиц», открытый в городе в 1853 году, в помещениях которого позднее расположился главный корпус «Новочеркасской государственной мелиоративной академии».
Заметную роль в жизни Новочеркасска имело Новочеркасское суворовское военное училище, существовавшее в городе в период с 1943 по 1962 год и воспитавшее плеяду выдающихся военных руководителей страны. До 2011 года в корпусах бывшего суворовского училища находилось Новочеркасское высшее военное командное училище связи (расформировано 1 октября 2011 года, планируется возрождение в 2026 году).

### Вузы

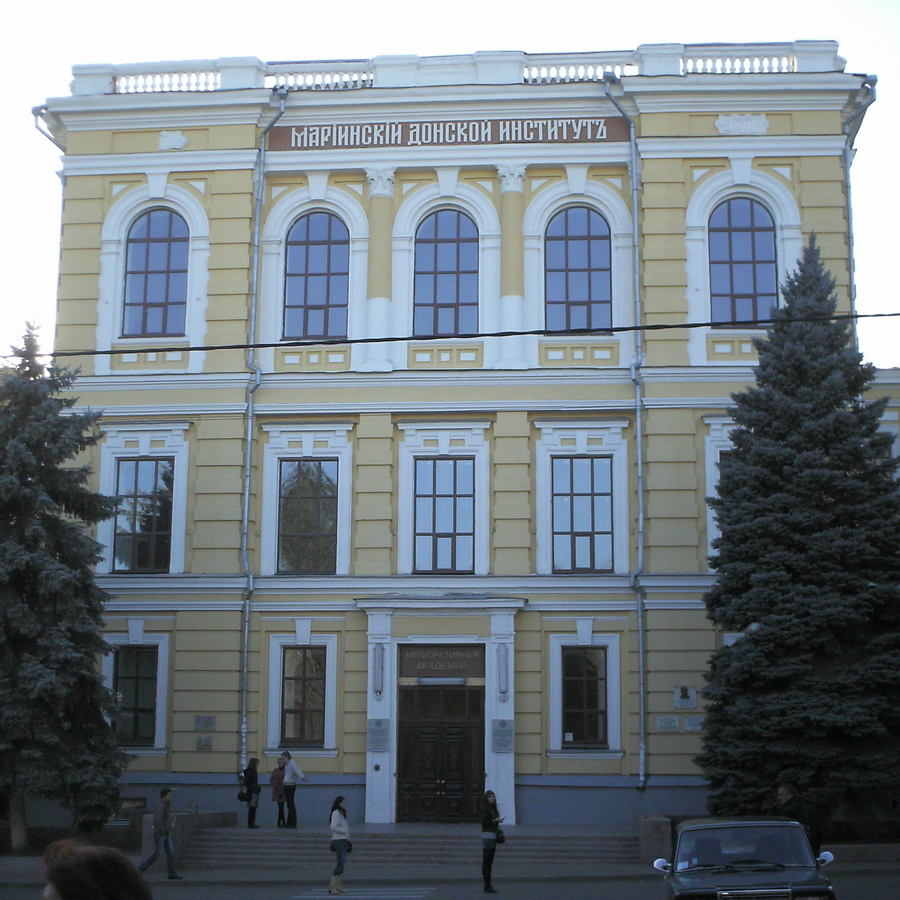
Мелиоративная академия

- Южно-Российский государственный политехнический университет (НПИ) имени М. И. Платова
- Новочеркасская государственная мелиоративная академия (на данный момент является структурным подразделением ДонГАУ)

### Средние специальные учебные заведения
- Новочеркасский промышленно-гуманитарный колледж (НПГК)
- Новочеркасский автотранспортный колледж (НАК) — присоединён к НКПТиУ
- Новочеркасский аграрный техникум (НАТ) — присоединён к НКПТиУ
- Новочеркасский геологоразведочный колледж (НГК)
- Донской строительный колледж (ДСК)
- Новочеркасский колледж промышленных технологий и управления (НКПТиУ)
- Новочеркасский машиностроительный колледж (НМК)
- Новочеркасский медицинский колледж (НМК)
- Новочеркасский механико-технологический колледж им. А. Д. Цюрупы — в 2009 году присоединён к машиностроительному колледжу
- Новочеркасский техникум пищевой промышленности (НТПП) — переименован в НКПТиУ
- Новочеркасский технологический техникум-интернат (НТТИ)
- Суворовское училище МВД
- Донской Императора Александра III кадетский корпус

### Научно-исследовательские институты
- Всероссийский научно-исследовательский и проектно-конструкторский институт электровозостроения (ВЭлНИИ).
- Донской филиал центра тренажёростроения и подготовки персонала (ДФЦТ), на базе которого в феврале 2019 года открылся первый в России молодёжный образовательный лунный космопарк «Селен» имени лётчика-космонавта Василия Циблиева, не имеющий аналогов в стране[66].
- ФГУП ОКТБ «Орион».
- 12 научно-исследовательских институтов и инновационный центр при ЮРГПУ (в том числе ИФ «Орион-ХИТ»[67], ОКТБ «Орбита», НИИ Энергетики).
- Всероссийский научно-исследовательский институт виноградарства и виноделия (ВНИИВиВ).
- Северо-кавказский зональный научно-исследовательский ветеринарный институт (СКЗНИВИ).
- РосНИИПМ[68] (Южный научно-исследовательский институт гидротехники и мелиорации [ЮжНИИГиМ]).
- Филиал ГУП Производственно-Конструкторского Предприятия «ИРИС» — авиационно-космическое агентство.
- Донской государственный аграрный университет (ДГАУ, бывший ДСХИ).

## Здравоохранение
В городе развита сеть лечебно-профилактических учреждений:
- МБУЗ «Городская больница № 1» (ул. Мацоты, 28);
- МБУЗ «Городская больница № 2» (Гвардейская ул., 3);
- МБУЗ «Городская больница № 3» (ул. Юности, 1);
- МБУЗ «Стоматологическая поликлиника 1» (Платовский просп., 86);
- МБУЗ «Стоматологическая поликлиника 2» (Народная ул., 46);
- МБУЗ «Городская больница скорой медицинской помощи» (Красноармейская ул., 30);
- МБУЗ «Специализированная инфекционная больница» (ул. Богдана Хмельницкого, 3);
- МБУЗ «Городская специализированная гинекологическая больница» (ул. Фрунзе, 55);
- ГБУ РО «Детская городская больница» в г. Новочеркасске (Первомайская ул., 99);
- МБУЗ «Родильный Дом» (Первомайская ул., 103/1);
- ГБУ РО «Городская поликлиника» в г. Новочеркасске;
  - Отделение № 1 (ул. Михайловская, 169);
  - Отделение № 2 (пр. Ермака, 57/58);
  - Отделение № 3 (пр. Баклановский, 154/2);
  - Отделение № 4 (ул. Александровская,72);
- МБУЗ «Городское патолого-анатомическое бюро» (Будённовская ул., 283);
- Городской центр коррекции зрения (Московская ул., 26/17);
- Женская консультация (Народная ул., 2/15);
- Женская консультация (ул. Мичурина, 28);
- Кожно-венерологический диспансер (Красный спуск, 48);
- Наркологический диспансер (ул. Богдана Хмельницкого, 35);
- Онкологический диспансер (Московская ул., 25);
- Психоневрологический диспансер (ул. Орджоникидзе, 23);
- Противотуберкулёзный клинический диспансер (Баклановский просп., 85)[69].

## Исправительные учреждения
В 1916 году была построена Новочеркасская тюрьма. В СССР она стала одной из шести пересыльных тюрем, оборудованная для приведения в исполнение смертных приговоров.
14 февраля 1994 года в ней был казнён один из известных советских серийных убийц Андрей Чикатило.
В 2003 году тюрьма была перепрофилирована под следственный изолятор.

## Культурные учреждения

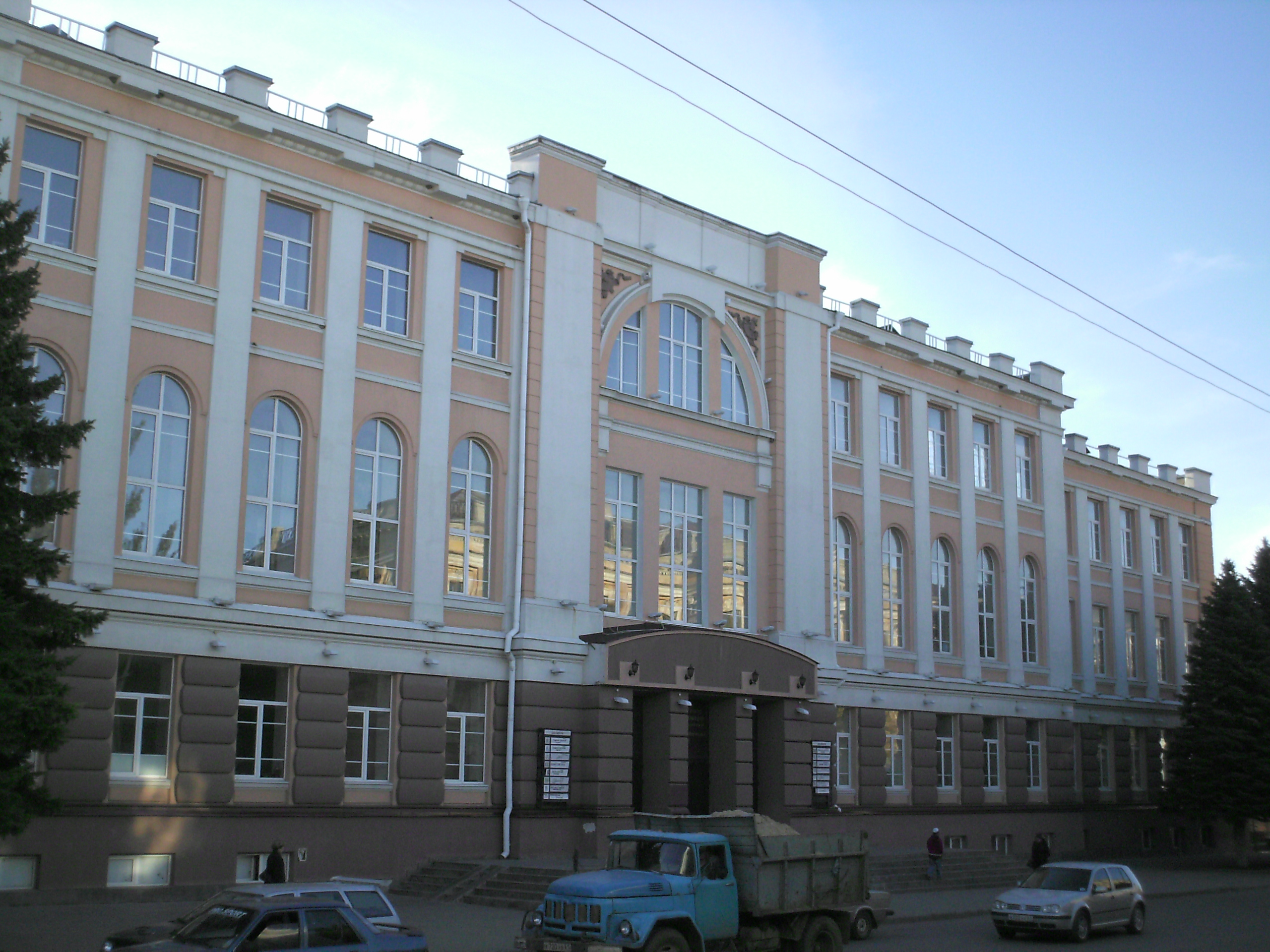
Казачий театр

### Театры
- Донской театр драмы и комедии (Казачий драматический театр) им. Комиссаржевской

### Музеи

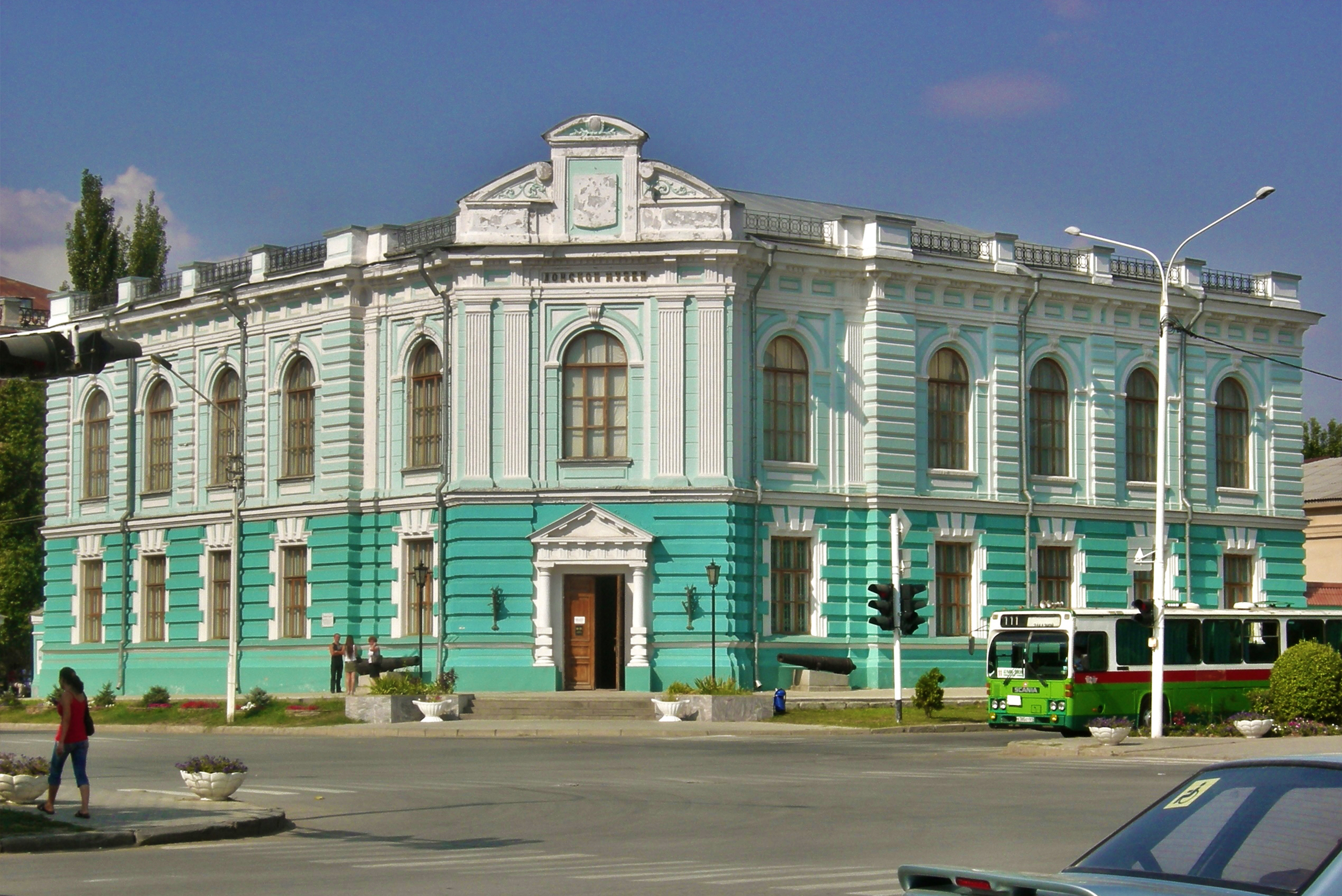
Музей истории Донского казачества

- Новочеркасский музей истории Донского казачества
- Атаманский дворец c отдельной экспозицией по Новочеркасской трагедии 1962 года
- Дом-музей художника-баталиста М. Б. Грекова
- Дом-музей И. И. Крылова
- Дом-музей В. Г. Калмыкова[73]
- Музей истории ЮРГПУ
- Музей боевой славы
- Частный музей Ушаковых-Богаевских[источник не указан 4115 дней]
- Музей истории виноградарства и виноделия

### Кино

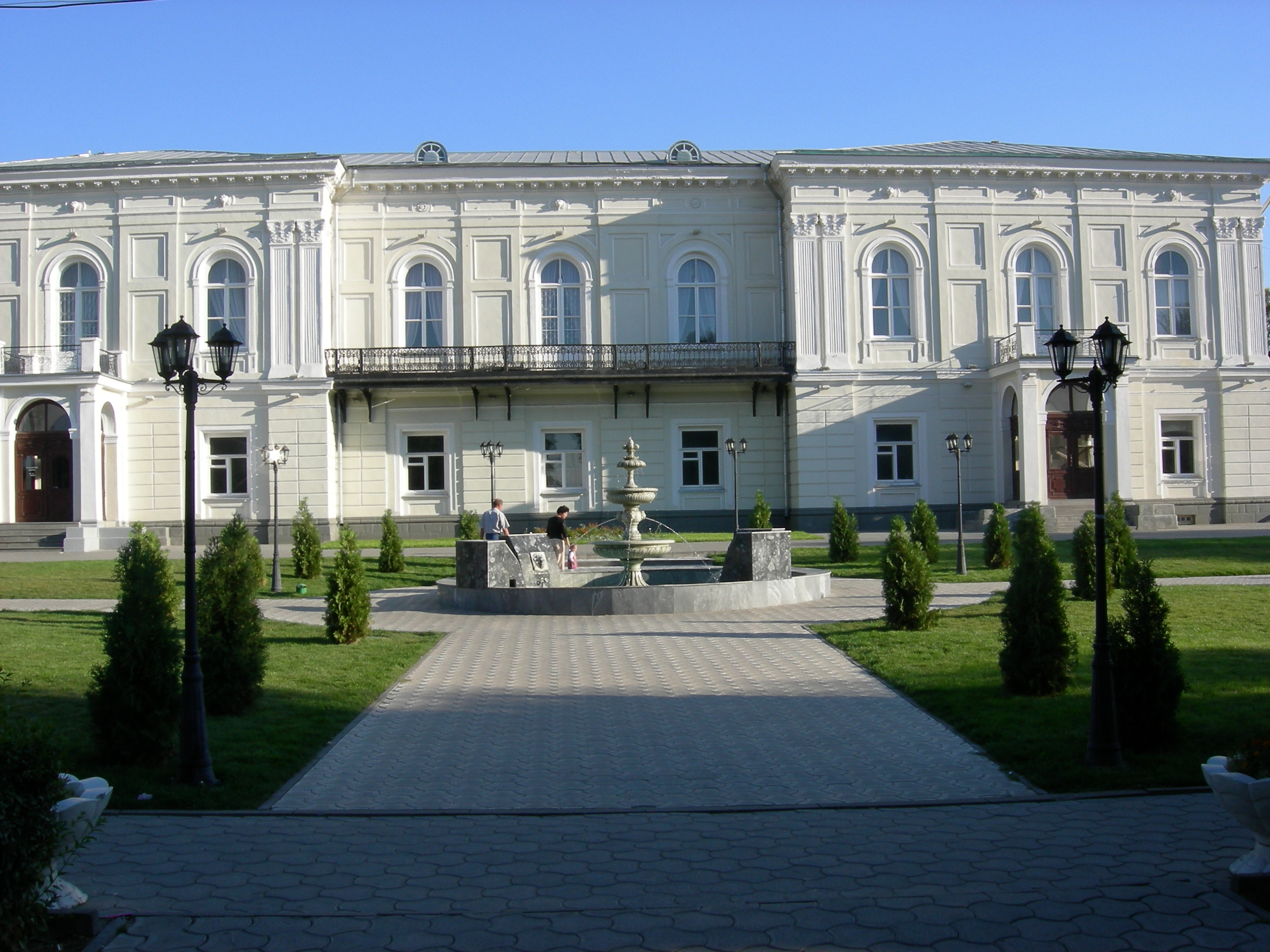
Атаманский дворец

- Кинотеатр «Патэ»
- Кинотеатр «Релиз-Парк»

### Дворцы культуры
- Дворец культуры НЭВЗ (ул. Гвардейская 24)
- Дворец культуры мкр. Донской (бывш. ДК ГРЭС) (проспект Парковый 7А)
- Дом культуры мкр. Октябрьский (бывш. ДК НЗСП) (ул. Калинина 65А)
- Дом культуры мкр. Ключевое (ул. Центральная 1/7)
- Центр эстетического воспитания (ул. Дворцовая 12)
- Городской дом культуры (проспект Платовский 72)
- Казачий культурный центр «Главный Казачий Стан»

### Библиотеки
- Центральная городская библиотека им. А. С. Пушкина (Московская ул., 18);
- Центральная городская детская библиотека им. А. Гайдара (Комитетская ул., 94)
- Библиотечно-информационный центр им. М. Горького (ул. Мичурина, 23/3)
- Библиотечно-информационный центр им. А. П. Чехова (ул. Комарова, 4)
- Библиотека им. Н. К. Крупской (ул. Гагарина, 69)
- Библиотека им. М. Шолохова (Будённовская ул., 141)
- Библиотека им. В. Шукшина (ул. Панфилова, 12)
- Библиотека им. З. Космодемьянской (ул. Калинина, 41)
- Библиотека им. И. С. Тургенева (Пляжная ул., 19)
- Библиотека им. М. Ю. Лермонтова (ул. Визирова, 14)[74]
- Частная библиотека имени Африкана Богаевского[источник не указан 2644 дня]
- Частная библиотека ЦТТ «RoboGrade»

### Детские музыкальные школы
- ·Детская музыкальная школа им. П. И. Чайковского — одна из старейших музыкальных школ в Ростовской области. Была основана в 1908 году. С 1938 года носит имя великого русского композитора Петра Ильича Чайковского (Платовский просп., 59А)
- Детская музыкальная школа им. С. В. Рахманинова (ул. Бердичевского, 9)

## Спорт

### Стадионы
- Стадион НЭВЗ (вмещает 10 000 зрителей)
- Стадион «Ермак» (вмещает 2500 зрителей)
- Стадион «Химик»
- Стадион ЮРГПУ (НПИ)
- Бассейн ЮРГПУ (НПИ)
- Ледовый дворец
- Стадион «Энергетик» мкр. Донской
- ФОК — Физкультурно-оздоровительный комплекс «Газпром» (Гвардейская ул., 24Б, стр. 1)

### Спортивные секции
- Горный клуб ЮРГПУ (НПИ)
- Специализированная детско-юношеская школа олимпийского резерва № 2
- Спортклуб «Спартак»
- Фитнес-центр «Спортсити»
- Фитнес-центр «Арбат»
- Спортивный клуб «Революция Фитнес»
- Клуб акробатического рок-н-ролла «Тотус»[75]
- Тренажёрный зал НПИ
- Фитнес-центр «СССР»
- Фитнес-центр «Силуэт»

### Спортивные клубы и команды
- В городе базируется хоккейный клуб «Атаман».
- Больших спортивных успехов добился выступающий в высшей лиге Чемпионата Ростовской области футбольный клуб «Энергия-НЭВЗ-ТМХ», представляющий ОАО ПО «Новочеркасский электровозостроительный завод».
- Женская волейбольная команда «Дончанка» прошла путь от 2-й лиги чемпионата России (1994) до высшей лиги (2000)[76]. Последний сезон в высшей лиге провела в 2005 году[77].
- В посёлке Донской, при поддержке ОАО «Новочеркасская ГРЭС», существует спортивный клуб «Донские соколы»[78]. Основное спортивное направление клуба — баскетбол. Мужская команда по баскетболу «Донские соколы» выступает в 1 лиге чемпионата России[79]. Также в клубе развиваются дзюдо, атлетическая гимнастика, рукопашный бой, каратэ, футбол, имеются военно-патриотическая и шашечно-шахматная секции.

### Спортивные события
В августе 1954 года в Новочеркасске состоялись соревнования по конному кроссу Чемпионата Советского Союза по современному пятиборью.

## Средства массовой информации

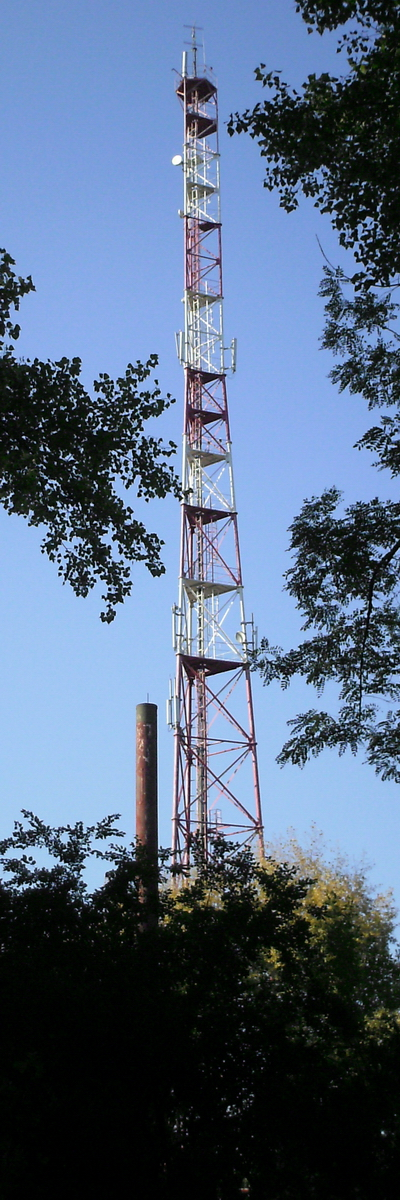
Телевышка высотой 85 м, возведённая в 2006 году

### Телевидение
- 5 ТВК — Звезда / ТВЦ / Новочеркасск ТВ (100 Вт)
- 21 ТВК — Пятый канал / 21 Канал Плюс(100 Вт)
- 25 ТВК — РЕН ТВ (100 Вт)
- 27 ТВК — Домашний (100 Вт)
- 37 ТВК — 1-й мультиплекс цифрового ТВ
- 38 ТВК — 2-й мультиплекс цифрового ТВ
- 39 ТВК — Россия К (100 Вт)
- 41 ТВК — Пятница! (?)
- 46 ТВК — ТВ3 (100 Вт)
- 53 ТВК — Солнце (до 14.12.2022 Канал Disney) (?)
- 60 ТВК — Че! (100 Вт)

Также в городе широкое распространение получили сети кабельного телевидения. В отдельных районах принимаются эфирные телеканалы из Ростова-на-Дону.

### Радио
УКВ,частотная модуляция , МГц:
- 69.68 — Радио Н (100 Вт)

FM, Мгц:
- 90.9 — Доброе радио (100 Вт)
- 91.5 — Радио МИР (100 Вт)
- 94.1 — Радио Маяк (100 Вт)
- 97.4 — Вести FM (100 Вт)
- 102.6 — Радио Н (100 Вт)
- 105.4 — Радио России / ГТРК Дон-ТР (1 кВт)
- 106.2 — Русское радио (100 Вт)
- 107.8 — Авторадио / Донская столица (100 Вт)

В отдельных районах принимаются также радиостанции из Ростова-на-Дону.

### Пресса
В конце XIX — начале XX века в городе в разное время выходило более 30 газет и почти столько же журналов. В 2010 году насчитывалось около 20 периодических изданий, выходящих в городе:
- Бесплатное издание «NомерN»
- «Ёрш. Новочеркасск»
- бесплатная газета «Пятница»
- Стиль Жизни (еженедельное локальное издание о спорте и здоровом образе жизни)
- Новочеркасские ведомости
- Новочеркасская неделя (общественно-политический еженедельник, www.nonvochweek.ru)
- Частная лавочка
- Вечерний Новочеркасск
- ДонИнфо
- ЮГ-Тайм
- Блокнот
- Журнал «Новочеркасскъ»
- Детский квартал
- Мудрость веков
- Газета «ПроБизнес»

Также существует несколько изданий, которые выпускаются различными организациями города: «НЭВЗ-вперёд» (НЭВЗ), «Энергетик» (Новочеркасская ГРЭС), «Кадры индустрии» (ЮРГПУ), «Вестник производства» (ООО «Эскорт»), «Энергия графита» (НЭЗ), «Российский академический журнал» Архивная копия от 29 апреля 2014 на Wayback Machine (НИИ «ИПМИ» Архивная копия от 16 апреля 2014 на Wayback Machine) и др.

## Достопримечательности
В Новочеркасске насчитывается около 200 памятников истории и архитектуры из них 9 — федерального, около 60 — областного и более 100 — местного значения

### Храмы

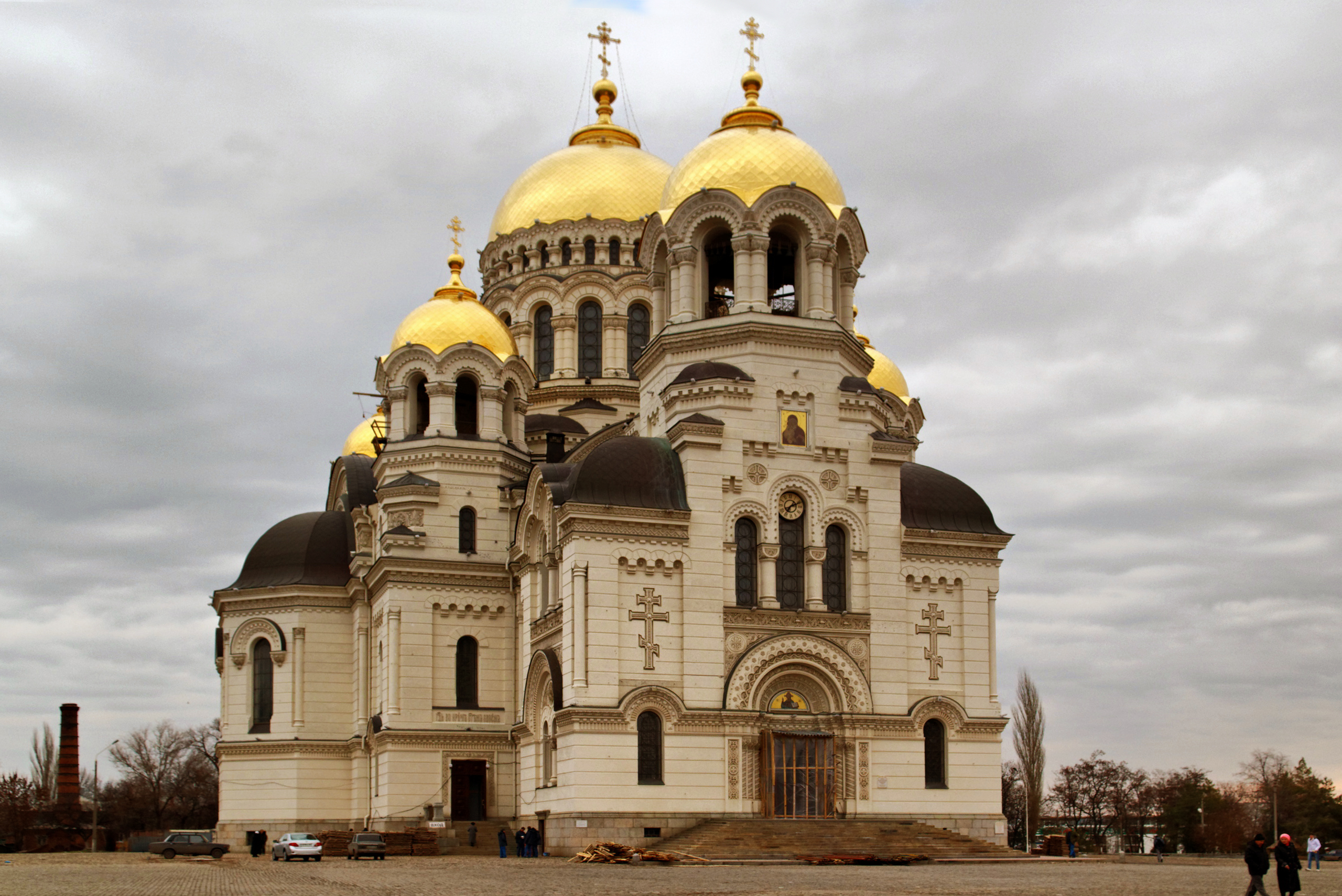
Вознесенский Войсковой Кафедральный собор

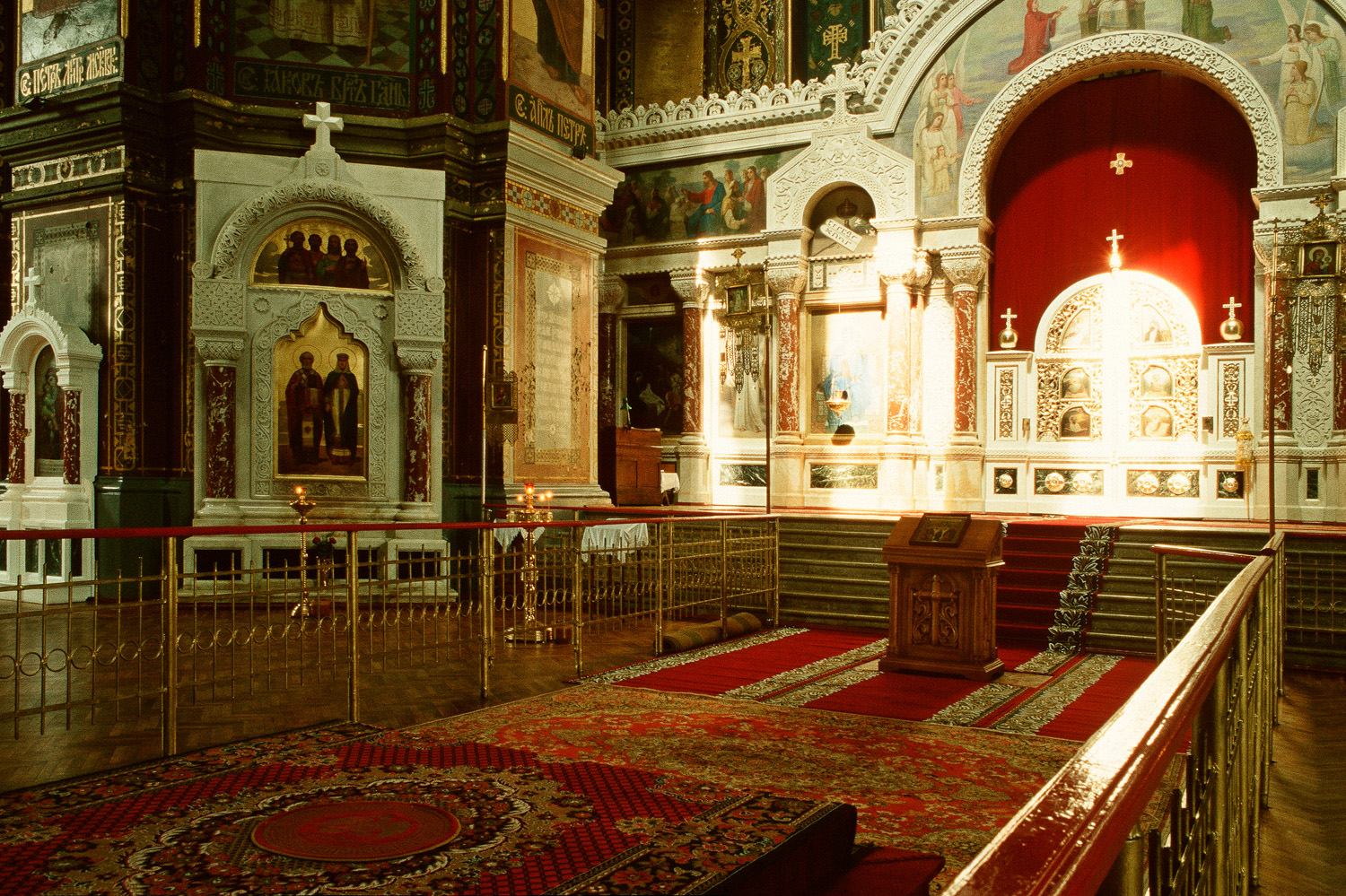
Алтарь кафедрального собора

- Вознесенский Войсковой Кафедральный собор (3-й вариант). Архитектор А. А. Ященко. 1893—1905 гг. Стиль — нововизантийский. Объект культурного наследия федерального значения. Собор в Новочеркасске пытались возвести с момента основания города, но он дважды обрушался (в 1846 и 1863 году). Первоначально все купола собора были покрыты червонным золотом, а главный крест инкрустирован горным хрусталём. В 1903—1923 годах ключарём собора был священномученик Захария (Лобов). В 30-х годах собор был закрыт, с куполов сняли медные листы с золотым покрытием, а помещение собора было отдано под склад, хотя во время немецкой оккупации в 1942 году собор был вновь открыт, В послевоенные годы в подвальных помещениях находился продуктовый склад, а наверху шли церковные службы. В соборе захоронены останки М. И. Платова, В. В. Орлова-Денисова, И. Е. Ефремова, Я. П. Бакланова. В 2010—2011 году купола были вновь покрыты золотыми листами, а в крест вставлен камень из горного хрусталя. С 1986 года по 1994 год в Новочеркасском Вознесенском кафедральном соборе служил архимандрит Модест (Потапов). А с 1989 года был назначен настоятелем Новочеркасского Вознесенского кафедрального собора. Архимандрит Модест (Потапов) одним из первых начал процесс восстановления собора и внёс значительный вклад в возрождение казачества.
- Церковь святого благоверного князя Александра Невского. Архитектор Н. Е. Анохин. 1890—1896 гг. Стиль — византийский. Объект культурного наследия регионального значения.
- Собор бесплотных сил небесных Архангела Михаила Архистратига. Архитектор Я. Седов. 1870—1873 гг. Стиль — русский. Объект культурного наследия регионального значения.
- Церковь равноапостольных византийского императора Константина и его матери вдовствующей императрицы Елены. Архитектор В. Н. Куликов. 1909 год. Стиль — русский с элементами барокко. Объект культурного наследия регионального значения. Построен на возвышенном месте, откуда открывается красивый вид на реку Тузлов и займище, архитектурно организовывает северную часть города. В 1864 году на это место была перенесена разобранная Троицкая деревянная церковь и была освщена во имя Византийского императора Константина и его матери Елены. Каменным зданием была отстроена в 1909 году.
- Кладбищенская церковь Димитрия Солунского. Архитектор И. О. Вальпреде. 1861—1864 гг. Стиль — русский. Объект культурного наследия регионального значения.
- Церковь святого Георгия Победоносца. Архитектор В. Н. Куликов. 1898 год. Стиль — русский с элементами барокко. Объект культурного наследия регионального значения. Церковь была построена в память спасения жизни Государя Императора Александра III и Его Августейшего Семейства при крушении царского поезда 17 октября 1888 года.
- Церковь Евангельских Христиан-Баптистов (Лютеранская кирха). Архитектор Н. И. Роллер. 1898 год. Стиль — неоготический. Объект культурного наследия регионального значения.
- Церковь Успения Пресвятой Девы Марии Римско-Католической церкви. Архитектор Б. С. Рогуйский. 1906—1907 год. Объект культурного наследия регионального значения. В 1923 году храм был закрыт. В начале в храме была студенческая столовая. В 1936 году храм был переоборудован под физкультурный зал. В период Великой Отечественной войны в пристройке и молитвенном зале развёрнута городская прачечная больниц и госпиталей. После войны в храме был создан профцентр института, потом ремонтное стройуправление с лесопилкой. С 1993 года началось возрождение храма под руководством о. Ярослава Вишневского. В 1994 году храм был возвращён католической общине.
- Церковь Донской иконы Божьей матери в Хотунке, 1997—2003 гг.
- Церковь Преподобного Сергия Радонежского Чудотворца.

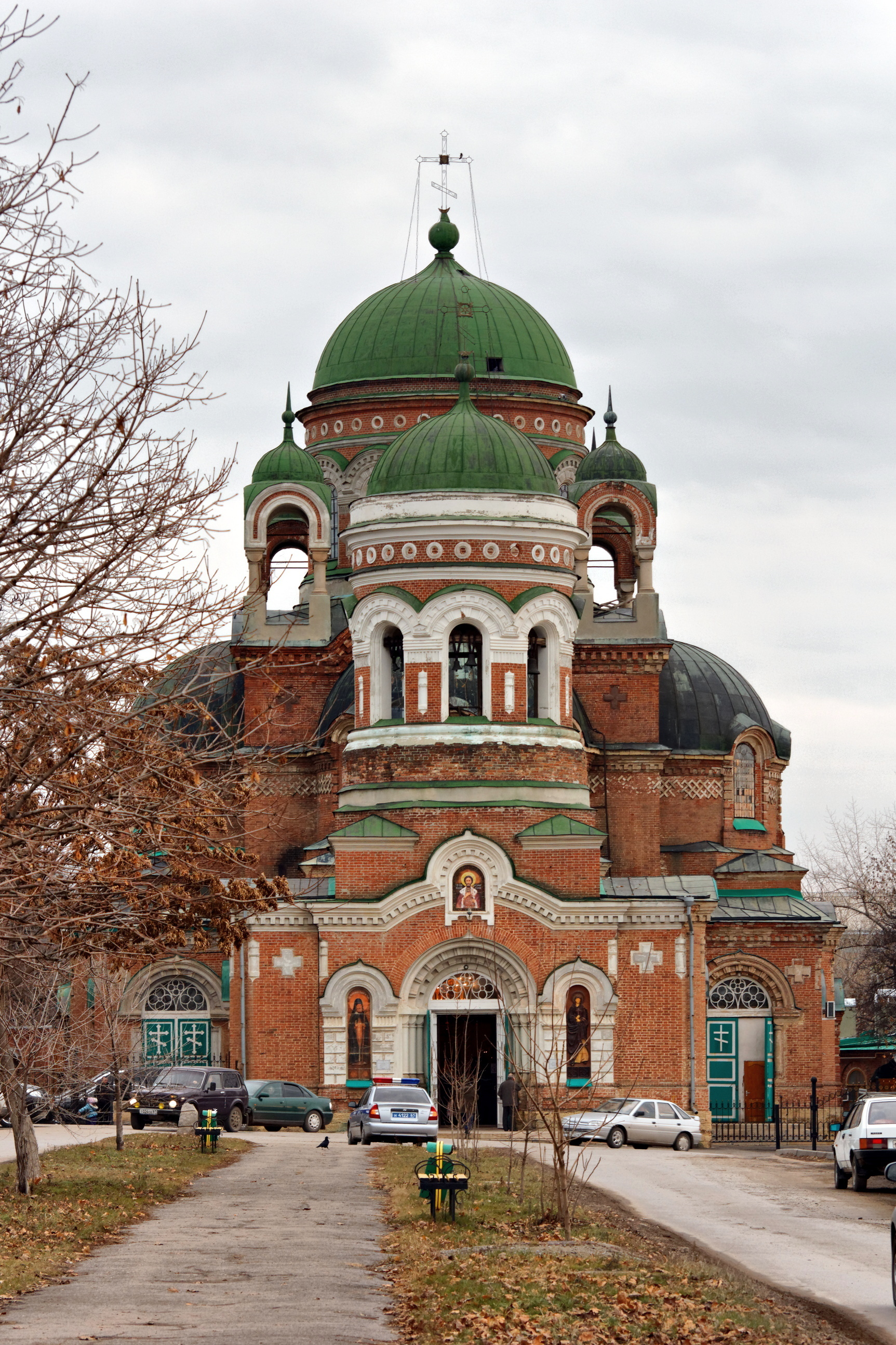
Храм Александра Невского
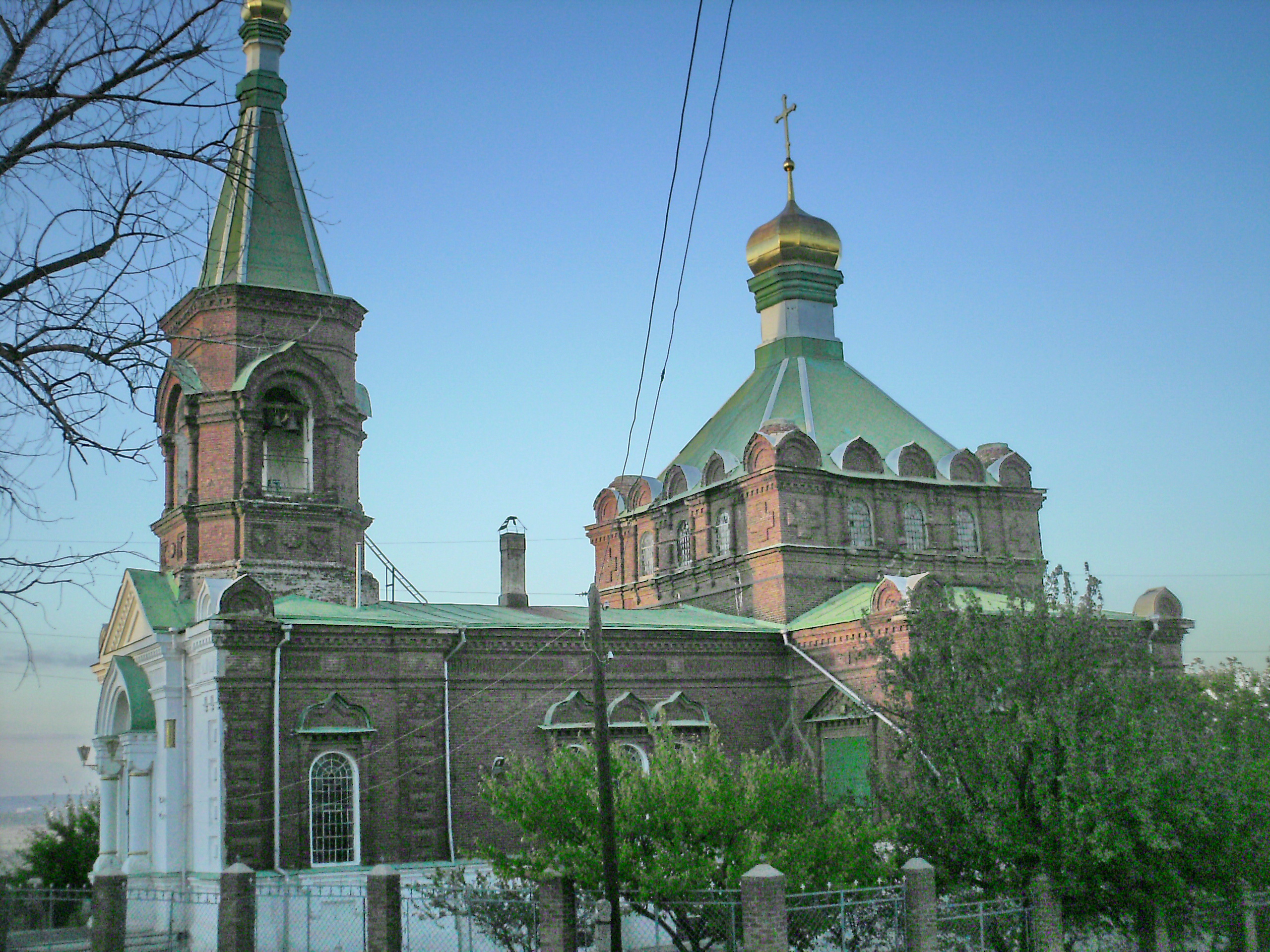
Храм Константина и Елены
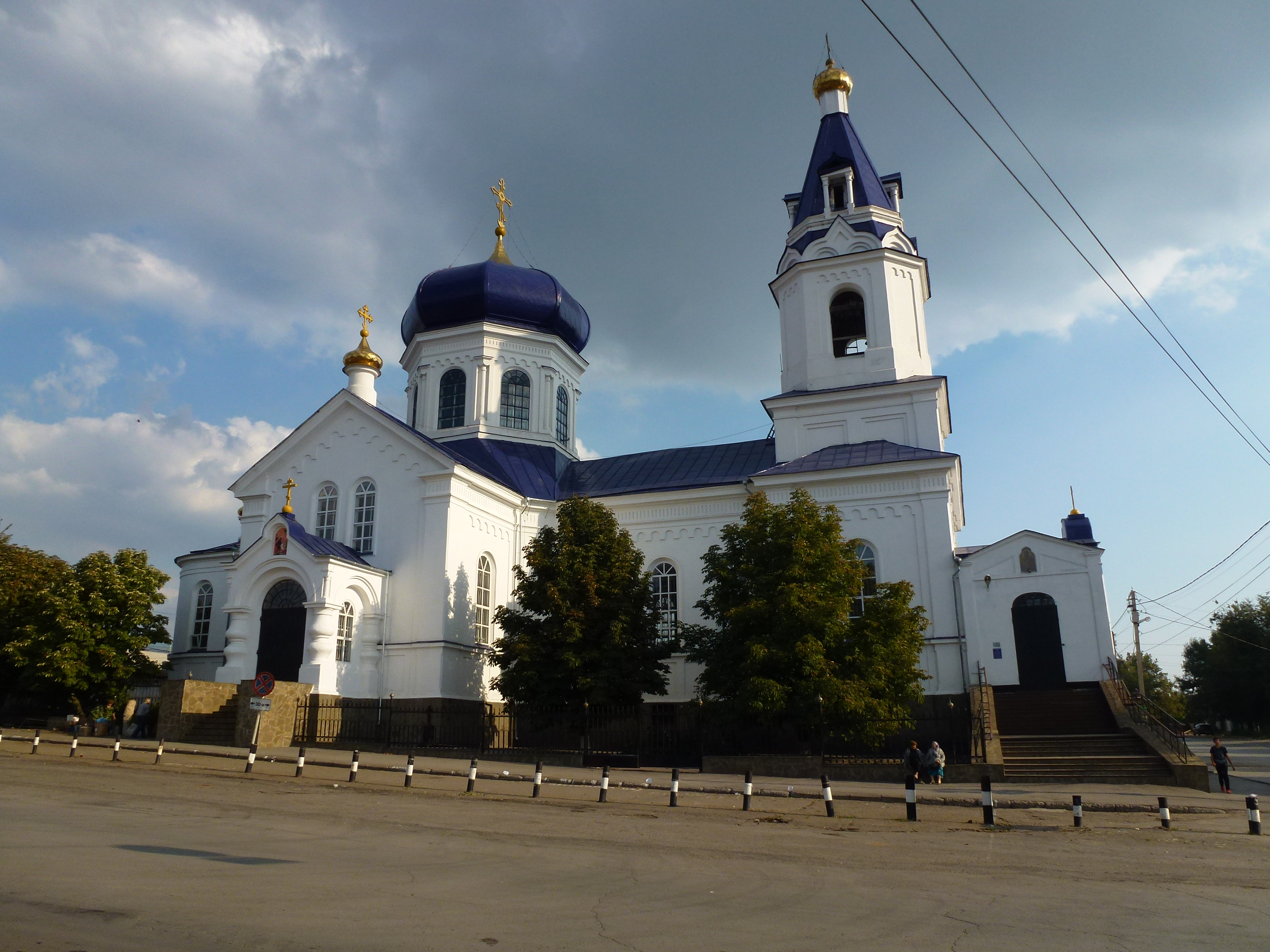
Свято-Михайло-Архангельский собор
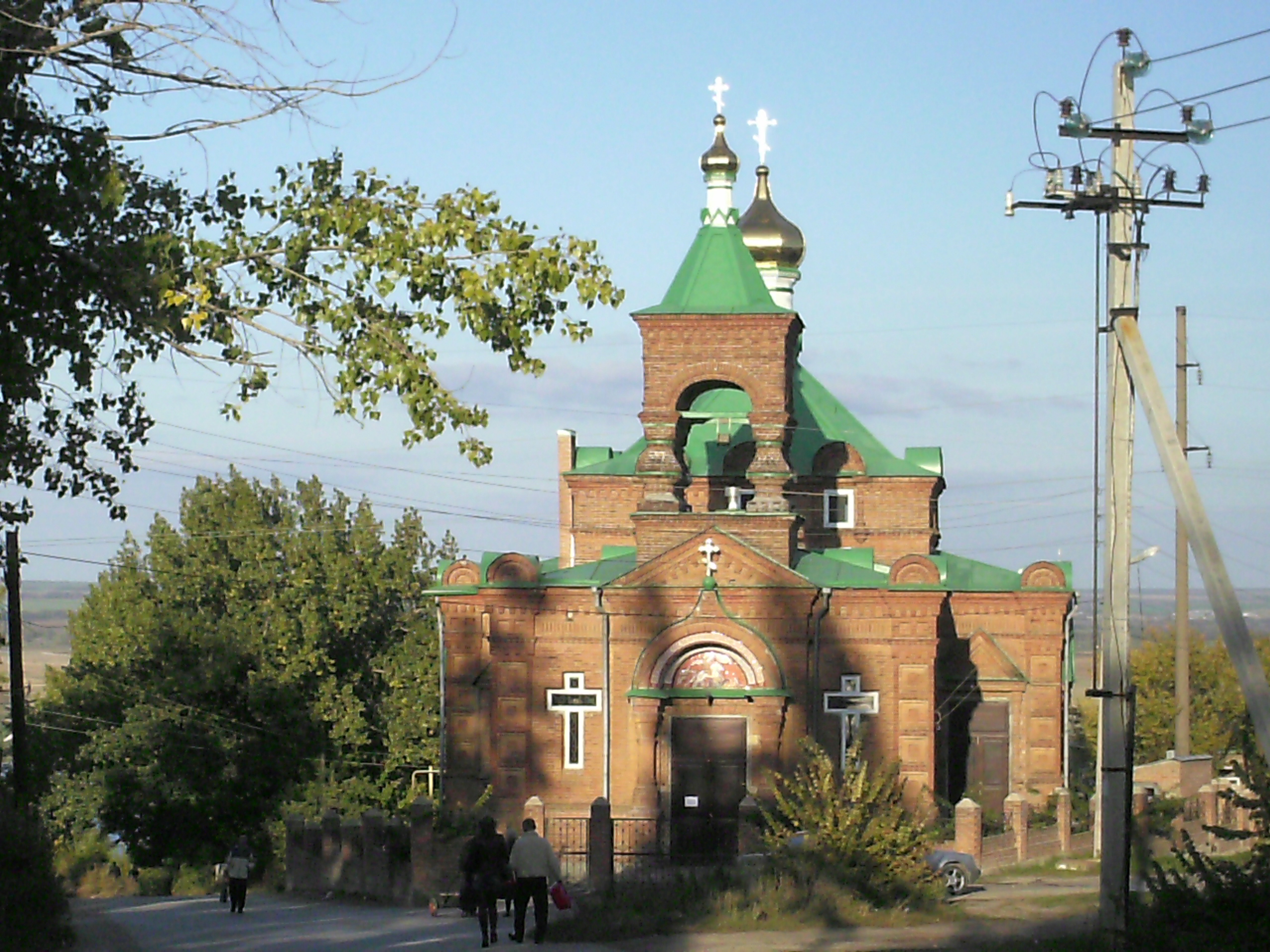
Свято-Георгиевский храм
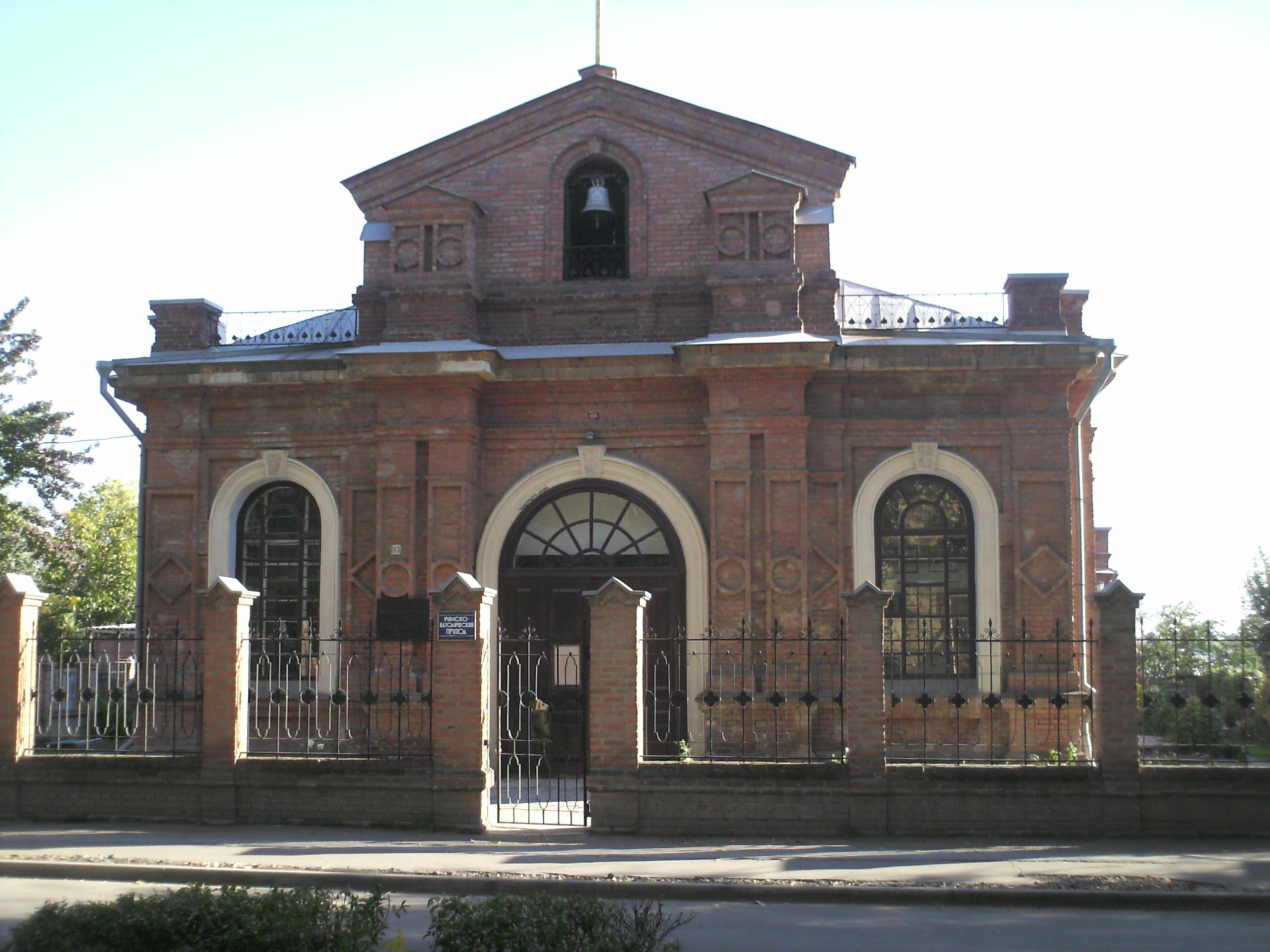
Приход Успения Пресвятой Девы Марии
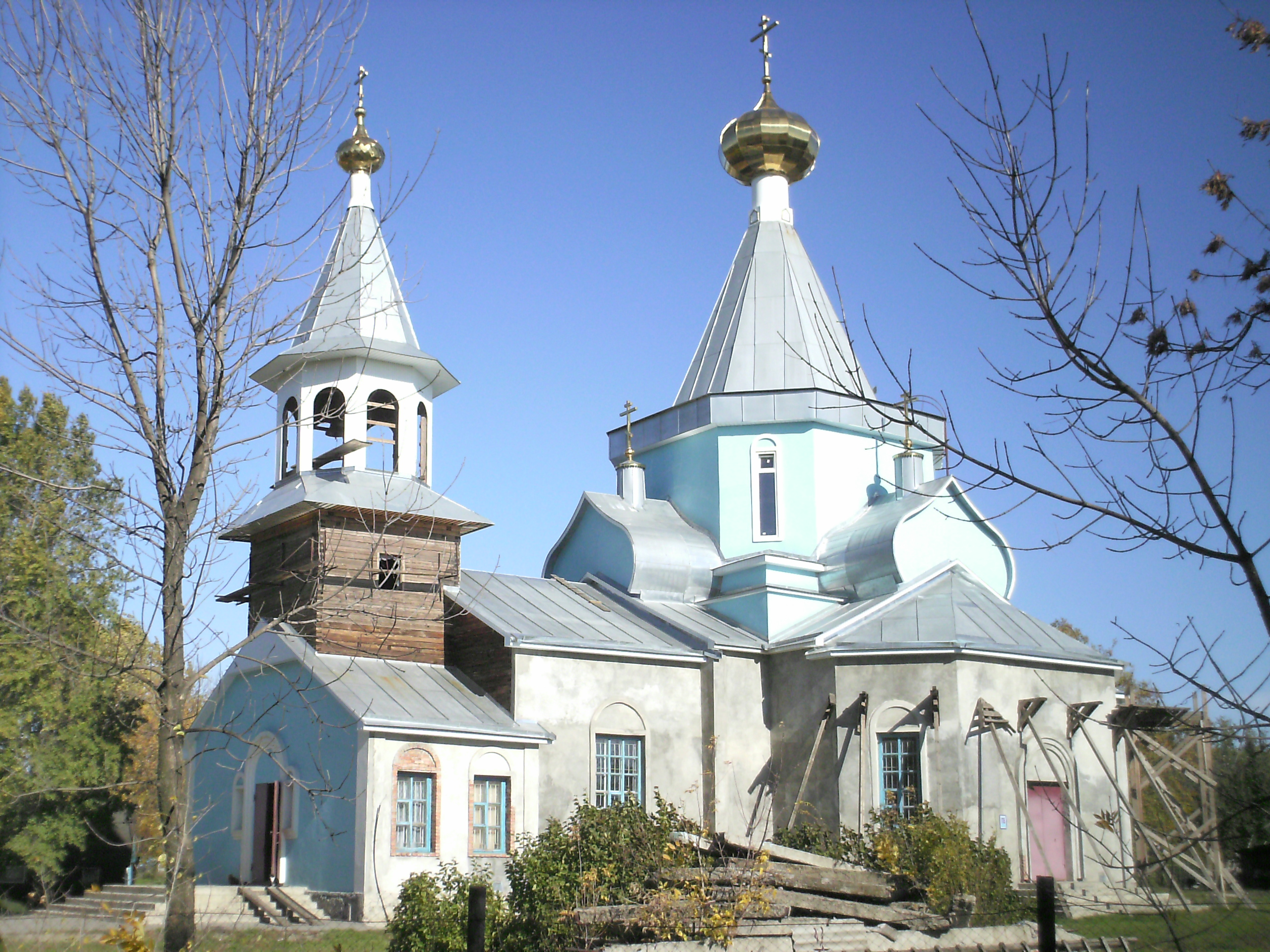
Храм Донской иконы Божьей Матери
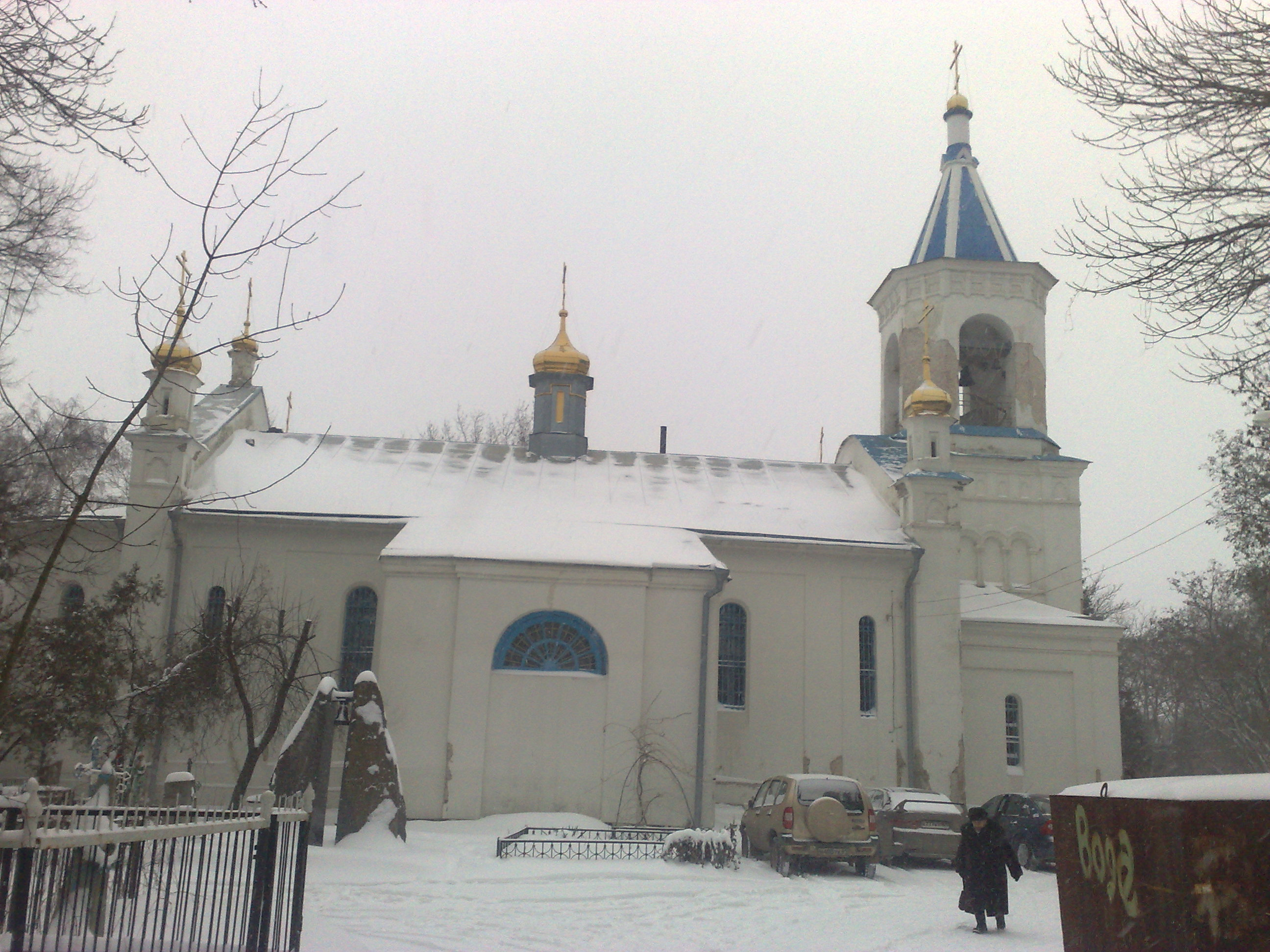
Дмитриевская церковь
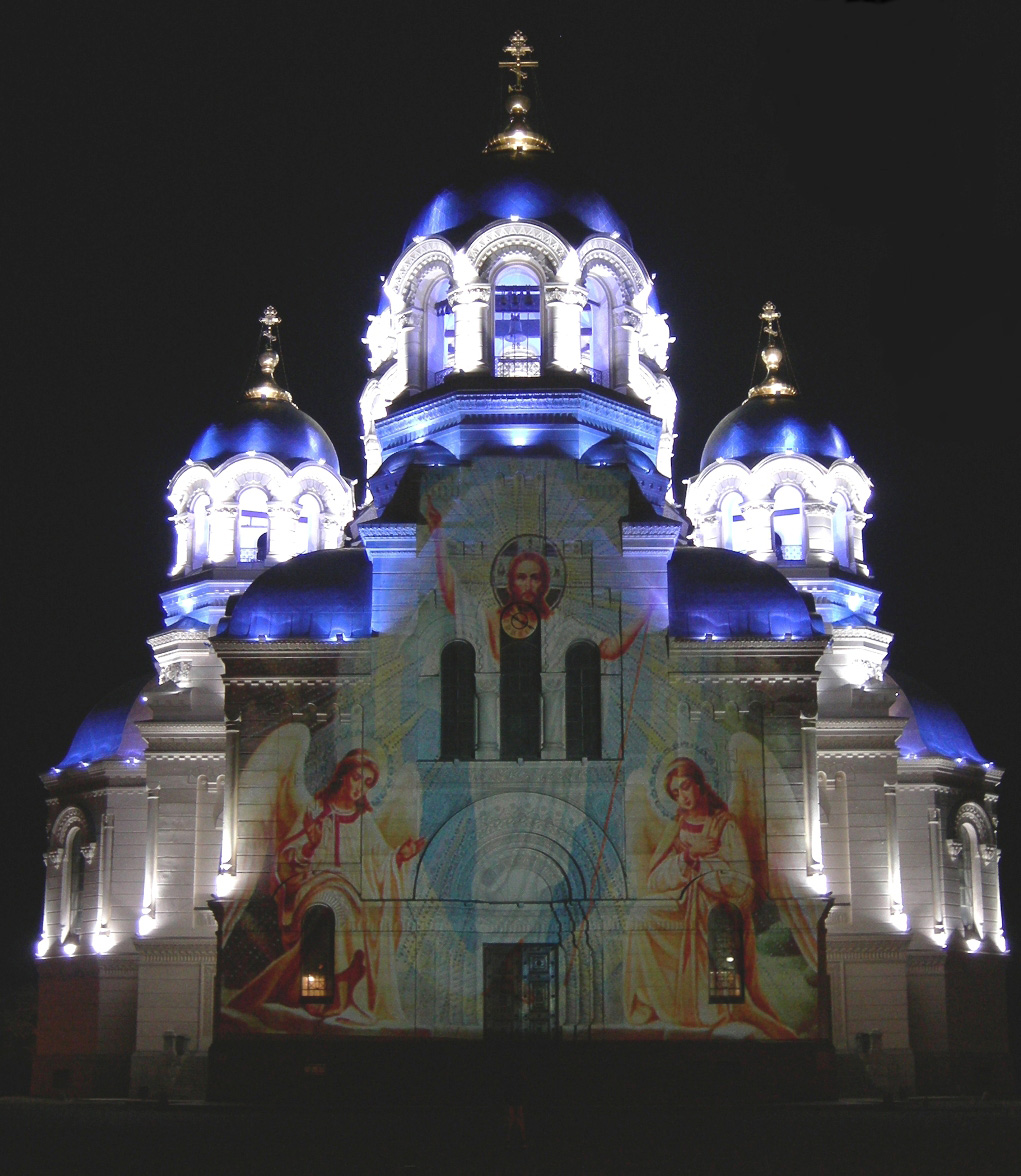
Войсковой Вознесенский Кафедральный собор

### Архитектурные памятники

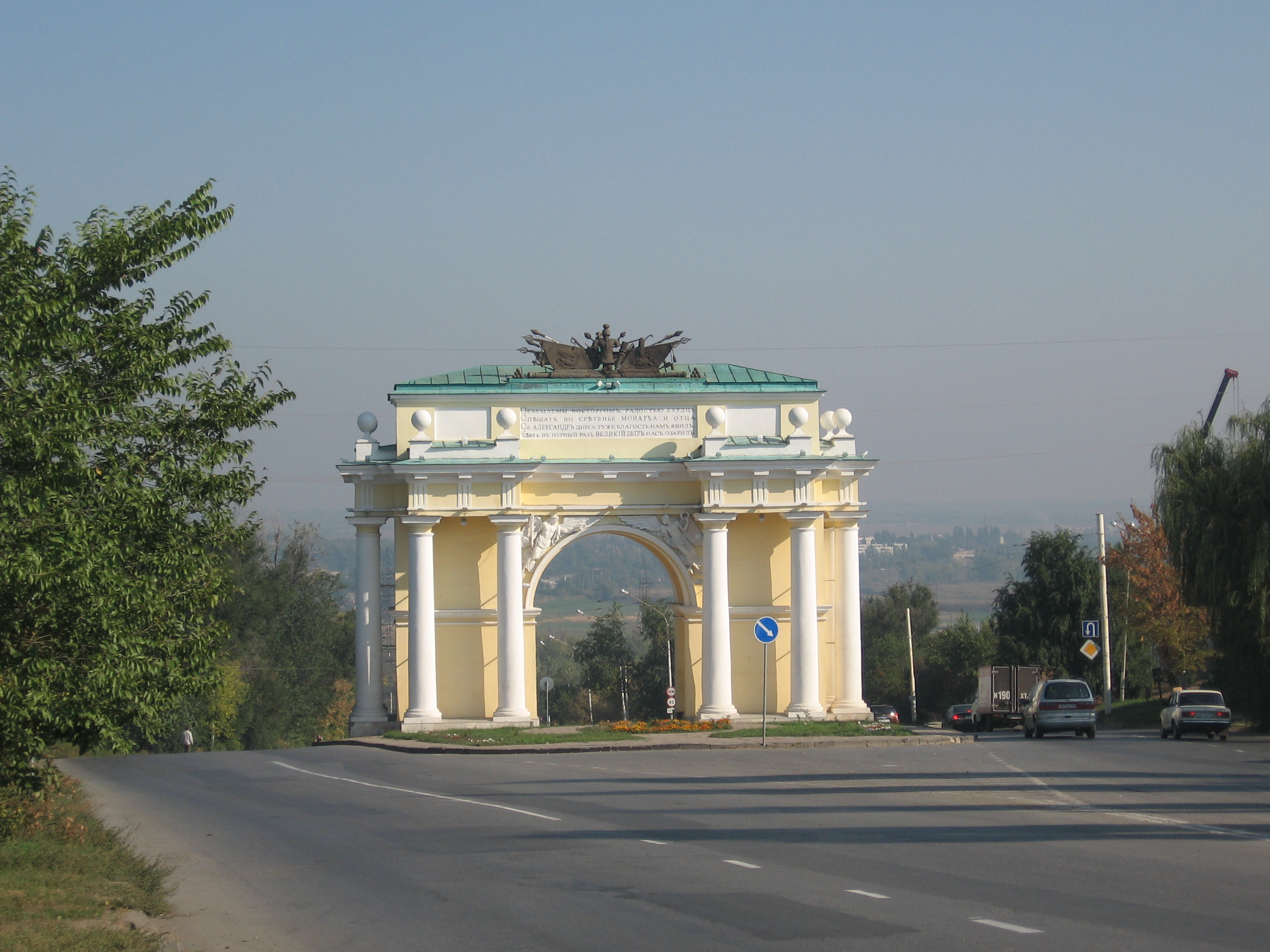
Северо-восточные триумфальные ворота.

- Две триумфальные арки. Архитектор А. И. Руска. 1817 год. Стиль — поздний классицизм. Объекты культурного наследия федерального значения. Построены в честь победы России в Отечественной войне 1812 года. Поводом для постройки двух арок стал ожидаемый визит в Новочеркасск императора Александра I, однако из-за того, что точно не было известно с какой именно стороны он приедет, были сооружены сразу две арки: одна с запада, другая с северо-востока. Являлись первыми достопримечательностями города. Обе арки были украшены стихотворной надписью, в настоящее время надпись реставрирована только на северо-восточной арке:
Объемлемы восторгом, радостью сердца,
Спешат во сретенье МОНАРХА и отца,
Се Александр днесь ту же благость нам явил,
Чем в первый раз ВЕЛИКИЙ ПЕТР нас озарил

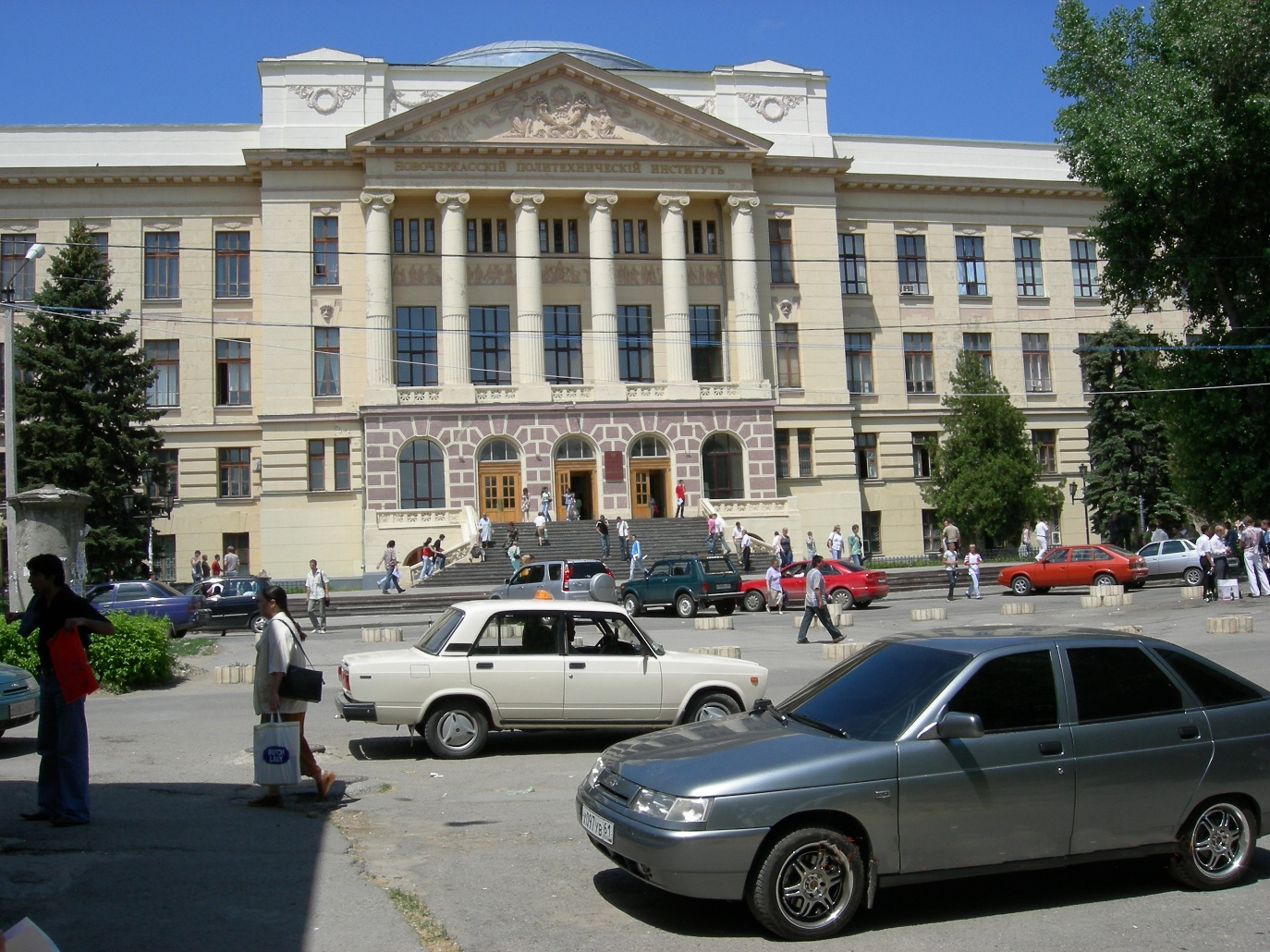
Главный корпус ЮРГПУ

- Комплекс зданий Южно-Российского государственного технического университета (главный, химический, горный и энергетический корпуса). Архитектор Б.С Рогуйский. 1911—1930 гг. Стиль — неоклассицизм. Объект культурного наследия федерального значения.
- Здание мужской гимназии. Архитектор А. А. Кампиони. 1870—1876 гг. Стиль — классицизм. Объект культурного наследия федерального значения.
- Здание центральной библиотеки имени Пушкина. Архитектор В. И. Зуев. Стиль — классицизм. 1892 год. Объект культурного наследия регионального значения. Первая публичная библиотека на Дону. До революции являлось зданием военного (офицерского собрания).
- Донской императора Александра III кадетский корпус. Архитектор К. Ф. Кюнцель. 1885—1889 год. Стиль — эклектика. Объект культурного наследия регионального значения.
- Здание Музея истории донского казачества. Архитектор А. А. Ященко. 1894—1899 год. Объект культурного наследия регионального значения. Первый музей на Дону. Открытию музея предшествовала большая организационная и собирательская работа краеведов-энтузиастов, сплотившихся в «Общество любителей донской старины». Считается, что проект здания был разработан А. А. Ященко, однако известно, что первую премию в конкурсе на лучший проект получил Ф. А. Гаген. Это уникальный и единственный в мире музей, где собраны редчайшие материалы по истории казачества, войсковые знамёна, коллекция наградного оружия, живописи и прикладного искусства. У входа в музей установлены две пушки, отлитые в первой половине XVI столетия, прежде они находились в древнем ливонском замке Кокенгаузен, который в 1577 году был взят войсками Ивана Грозного. В первую мировую войну в знак памяти и почести русских войск, сражавшихся под Кокенгаузеном, в состав которых входили и донские казачьи части, эти пушки были извлечены из руин замка и доставлены в Новочеркасск.

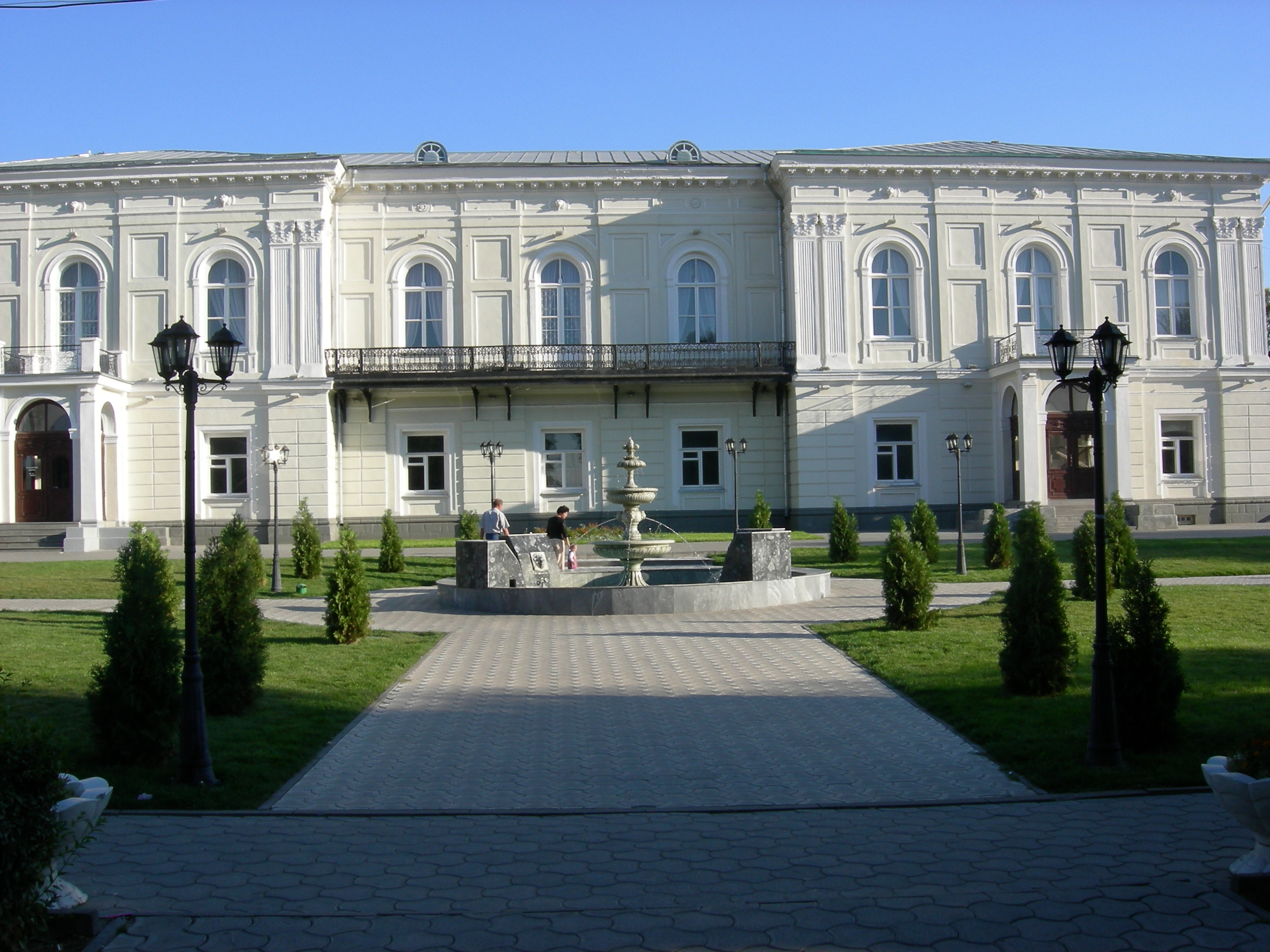
Атаманский дворец

- Атаманский дворец. Архитектор И. О. Вальпреде. 1863 год. Стиль — эклектика (ампир+поздний классицизм). Объект культурного наследия регионального значения. До 1920 года являлся резиденцией атамана Всевеликого Войска Донского, а также императора и других высочайших особ в дни их пребывания на Дону. Во время Гражданской войны здесь находился штаб руководителей контрреволюции. В Советское время здесь располагалась городская власть. В марте 2001 года здание было отдано музею истории Донского казачества и в настоящее время является его филиалом.
- Здание казачьего драматического театра. Архитектор А. Н. Бекетов. 1909 год. Стиль — модернизированный классицизм. Объект культурного наследия регионального значения. До революции в этом здании располагалась палата судебных установлений.
- Усадьба, в которой жил художник-баталист М. Б. Греков. Объект культурного наследия федерального значения. В настоящее время в здании располагается Дом-музей М. Б. Грекова.
- Здания войсковой канцелярии и гауптвахты. Построены соответственно в 1844 и 1856 году в стиле классицизм. Одни из старейших сохранившихся зданий Новочеркасска.
- Особняк Криндача — одноэтажный дом, Атаманская ул., 46.
- Дом генерала Курнакова — здание, в котором войсковая знать отмечала важные события. Один из первых домов Новочеркасска.
- Больница А. Д. Нечаева — Комитетская ул., 64.
- Дом казака Жданова — ул. Просвещения, 120.
- Дом с волютой — ул. Дубовского, 31А.
- Дом архитектора Куликова — ул. Просвещения, 139.
- Особняк Дукмасовой — ул. Просвещения, 123.
- Памятник воинам-автомобилистам
- Дом архитектора В. Н. Куликова

### Общественные исторические здания
- Сиропитательный дом на Платовском просп., 28;
- Здание приходского училища на Пушкинской ул., 26.

### Скульптурные памятники

Памятник атаману Я. П. Бакланову

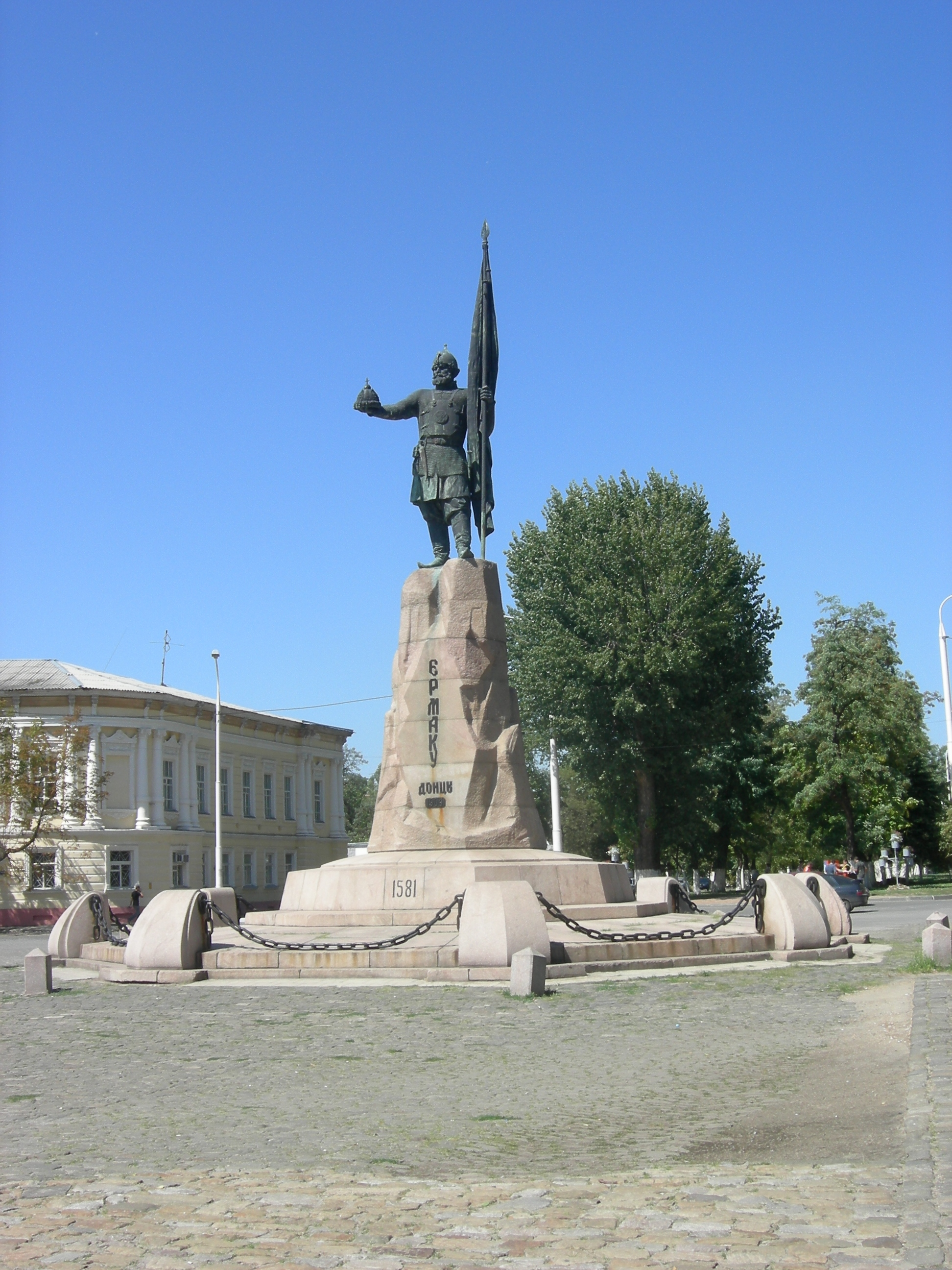
Памятник Ермаку Тимофеевичу

Памятник политехникам, добровольцам Великой войны

Памятник Вернигорову и Богатикову

- Памятник Донскому атаману Ермаку Тимофеевичу. Скульптор В. А. Беклемишев, по проекту М. О. Микешина. 1904 год. Объект культурного наследия федерального значения. Возведён рядом с Вознесенским Кафедральным собором. Представляет огромную гранитную глыбу, оттёсанную под дикий камень, на которой возвышается четырёхметровая бронзовая фигура донского героя Ермака Тимофеевича. В левой руке он держит древко ратного знамени, а в правой — корону (в виде украшенной драгоценностями шапки), символизирующую покорённую Сибирь, которую он преподносит государству Российскому. Примечательно, что памятник пытались демонтировать немецкие оккупанты, а до этого советская власть. Но ни те, ни другие не смогли даже сдвинуть монумент с места.
- Памятник атаману Я. П. Бакланову. Скульптор А. В. Тарасенко. 1995 год. Первый вариант памятника (архитектор Н. В. Набоков) изначально был поставлен на могиле Бакланова в Санкт-Петербурге, в 1911 году был без изменения перенесён в Новочеркасск. В первые годы советской власти его бронзовое завершение было снято и уничтожено. Памятник был восстановлен в 1995 году. Памятник представляет собой гранитную скалу, на которую наброшена походная бурка, венчает его склонение боевое знамя, а на нём папаха. На пьедестале с двух сторон высечены названия тех мест, где Я. П. Бакланов со своими казаками одержал самые значительные победы.
- Памятник Платову на коне. Скульптор А. А. Скнарин. 2003 год. Возведён в 2003, к 250-летию со дня рождения атамана Платова.
- Памятник атаману Платову. Скульптор А. В. Тарасенко. 1993 год. Объект культурного наследия регионального значения. Впервые памятник был установлен в 1853 году (скульпторы А. А. Иванов и Н. А. Токарев). В 1923 году был снят с пьедестала, на его место был установлен памятник В. И. Ленину. В 1993 году памятник основателю города был воссоздан и установлен на прежний пьедестал. На постаменте возвышается Платов в порывистом движении; он в парадном генеральском мундире, развевающаяся бурка накинута на плечи, в правой руке — обнажённая сабля, а в левой — булава — символ власти. Стремительное движение булавы «вихрь-атамана» указывает на запад, куда он водил свои казачьи полки до самого Парижа. На постаменте золотом высечена надпись: «Атаману Графу Платову за военные подвиги 1770—1816 гг. Признательные донцы.»
- Памятник на могиле художника И. И. Крылова. 1936 год. Объект культурного наследия федерального значения.
- Памятник авиаторам. 1981 год. В хуторе Хотунок, который сейчас является микрорайоном города, был аэродром, где накануне войны сформировался 81-й дальнебомбардировочный полк, который уже на четвёртый день войны вылетел на фронт. Авиаторы совершили много боевых подвигов. В центре Хотунка установлен памятный знак — МИГ-21, устремлённый ввысь. У его подножия — мемориальные доски с именами погибших в боях за Родину.
- Памятник Примирения и Согласия. Скульптор А. А. Скнарин. 2005 год. Возведён в 2005 году к 200-летию города. Памятник символизирует единение всех казаков мира вне зависимости от их политических пристрастий. Как известно, в годы гражданской войны 1918—1920 гг. часть казаков перешла на сторону красноармейцев, а остальные остались на стороне белогвардейцев. Соответственно на памятнике изображены с одной стороны — будёновка и винтовка, а с другой — казачья фуражка и шашка. Вокруг памятника поставлены мемориальные плиты с названиями всех казачьих войск России и Ближнего Зарубежья, а перед памятником на мемориальной плите написаны следующие слова «Во имя памяти о прошлом. Во имя настоящего и будущего казачества мы пришли к примирению и согласию. Слава Богу, мы — Казаки».
- Мемориальный комплекс «Курган Славы». Открыт в Александровском парке в день 35-летия победы в Великой Отечественной войне 9 мая 1980 года.
- Памятник Ю. А. Гагарину, первому в мире космонавту и почётному гражданину города. Скульптор В. А. Долматов. 1982 год.
- Мемориальная плита в память о Новочеркасской трагедии 1962 года. Установлена на городском кладбище в 2002 году в сороковую годовщину этой трагедии.
- Памятник новочеркассцам — воинам интернационалистам. Скульптор В. И. Дубовик, 1993 год. Был установлен в память о новочеркассцах, погибших в Афганистане. На пьедестале высечены их имена. В 2003 году появилась дополнительная памятная доска с именами воинов, погибших в Чечне.
- Поклонный крест на Троицкой площади. 2007 год. Открыт на месте Свято-Троицкой церкви, снесённой в 1930-х годах, в память о казаках, погибших во время массового террора против казачества в ходе Гражданской войны.
- Бюст архитектора, градостроителя, Ф. П. Деволана, по проекту которого был построен Новочеркасск.
- Памятник локомотивостроителям, отдавших жизнь в годы Великой Отечественной войны.
- Стела памяти воинам-политехникам, погибшим в годы Великой войны, установленная на территории НПИ.
- Памятный знак «Жертвам катастрофы на Чернобыльской АЭС 26 апреля 1986 года», установлен в «Александровском саду» у подножия «Кургана Славы» в апреле 2004 года. Памятный знак жертвам чернобыльской катастрофы в роще Красная весна, демонтирован и сдан на хранение.
- Памятник солдатам правопорядка.
- Памятник Подтёлкову и Кривошлыкову.
- Памятник первому советскому электровозу, выпущенному НЭВЗ.
- Памятник Францу де Воллану — первому архитектору города.
- Памятник георгиевским кавалерам, установлен у кадетского корпуса в 2014 году[80].
- Памятник художнику Логину Фрикке — родоначальнику донского пейзажа, установлен в 2017 году на аллее проспекта Платовского напротив здания, где жил художник[81].
- Памятник Василию Чуйкову на Платовском проспекте, установлен в 2017 году[82].
- Памятник Александру Позыничу — морскому пехотинцу погибшему в Сирийской Арабской Республике при исполнении воинского долга, установлен в 2017 году в Александровском саду[83].
- Обелиск при въезде в Новочеркасск, установленный в память о сотрудниках ГАИ Г. И. Вернигорове и Г. В. Богатикове, погибших 14 октября 1977 года на 934-м километре трассы Харьков−Ростов во время вооружённого нападения банды братьев Билык[84].

Памятник М. И. Платову в сквере
Памятник Примирения и Согласия
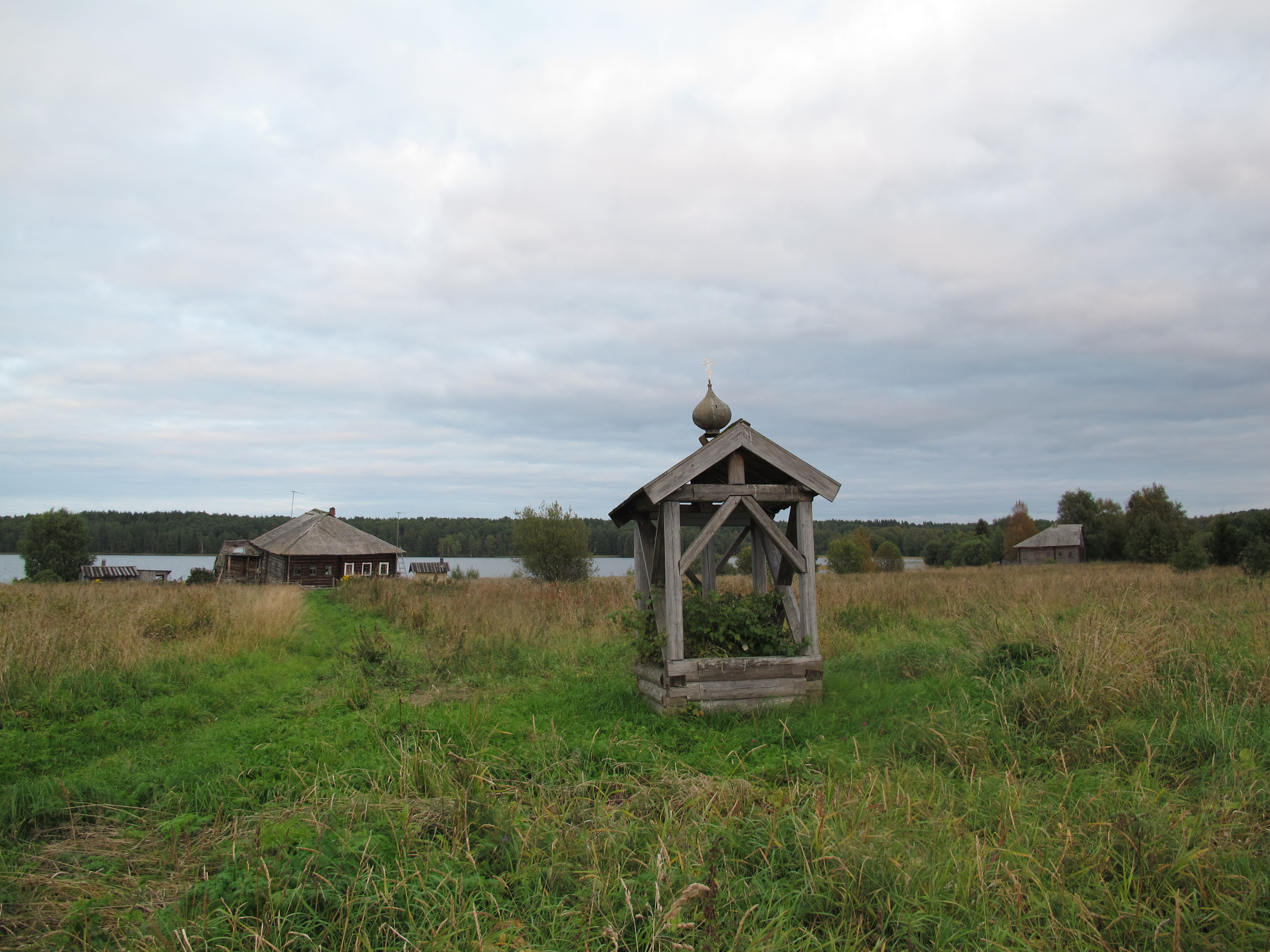
Поклонный крест

### Мемориальные доски

Донской кадетский корпус (1)
То же (2)
То же (3)
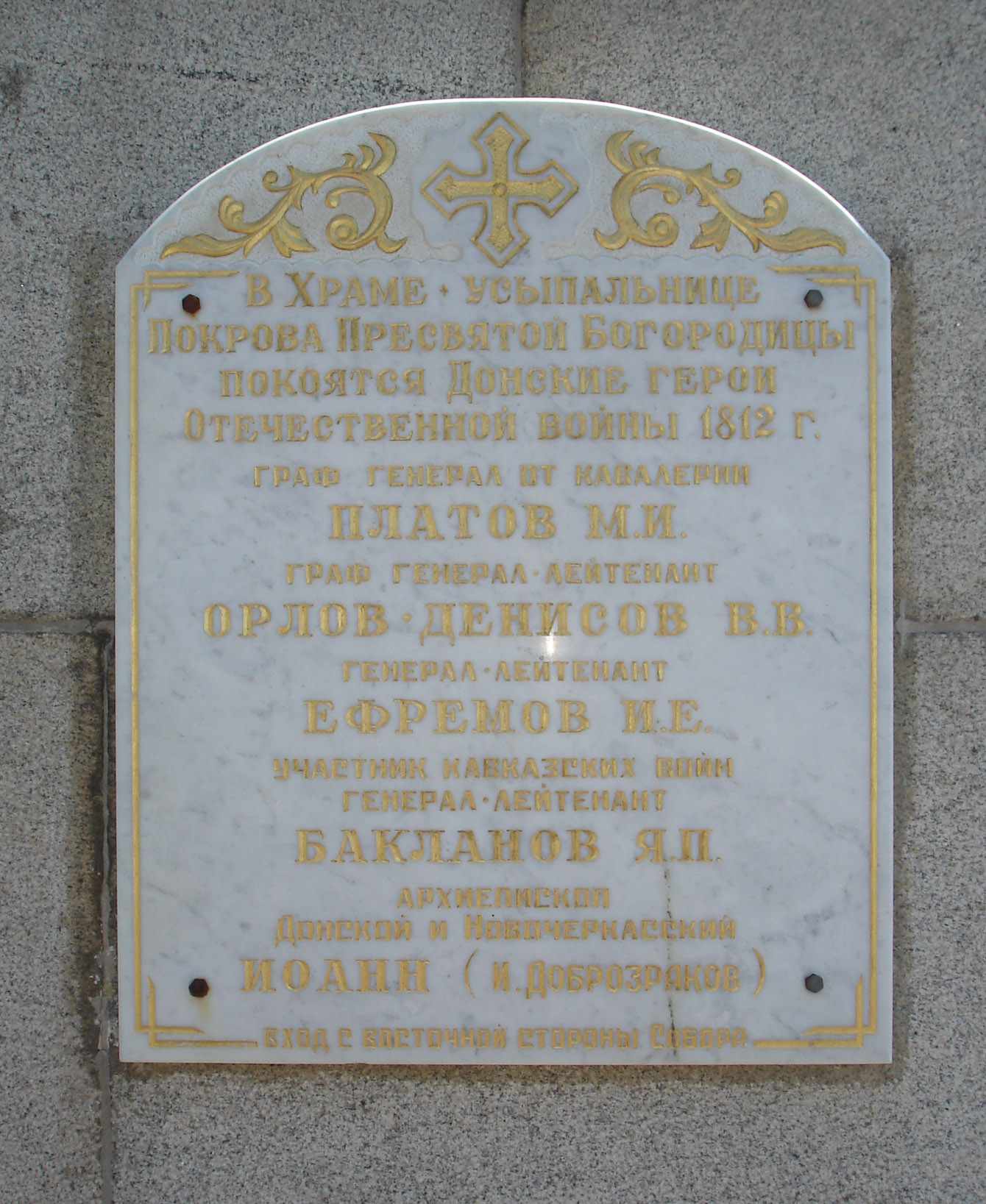
Платов, Матвей Иванович; Ефремов, Иван Ефремович; Бакланов, Яков Петрович; Иоанн (Доброзраков)
Бронепоезд №2/10
События революции 1905 года
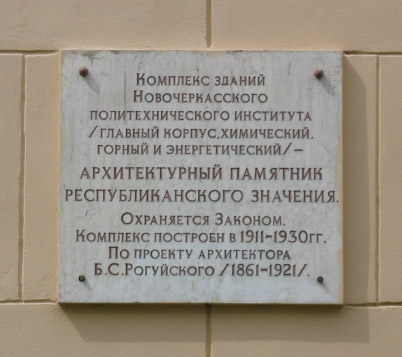
Главный корпус ЮРГПУ (НПИ)
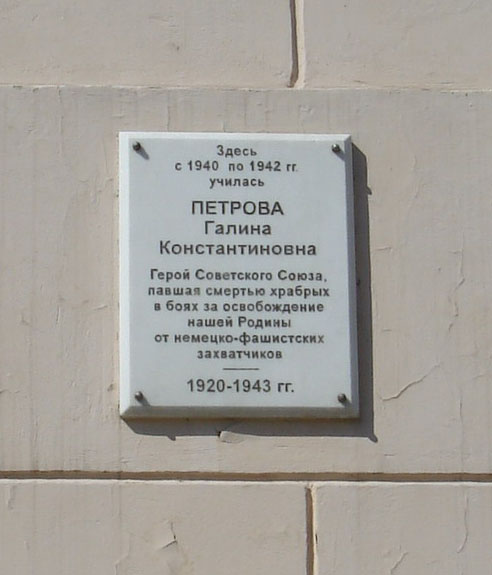
Петрова, Галина Константиновна
Каялов, Георгий Михайлович и Никитенко, Александр Григорьевич
Авилов-Карнаухов, Борис Николаевич и Дроздов, Александр Дмитриевич
Глушков, Виктор Михайлович
Кулишов, Владимир Иванович
На улице Бердичевского
Генералу Пониделко А. В.
На улице Гвардейской

### Кладбища
В Новочеркасске имеется четыре кладбища:
- Городское кладбище
- Новое кладбище[85]
- Донское кладбище[86]
- Яновское кладбище[87]

### Парки
- Роща «Красная весна»
- Александровский сад
- Детский парк «Казачок»
- Парк электровозостроителей
- Парк мкр. Октябрьский

## Археология
В 1864 году во время строительных работ на окраине Новочеркасска было открыто богатое женское погребение курган Хохлач. Он датируется второй половиной I века и связан с сарматским племенем аланов. В кургане был найден Новочеркасский клад.

## Фотографии города

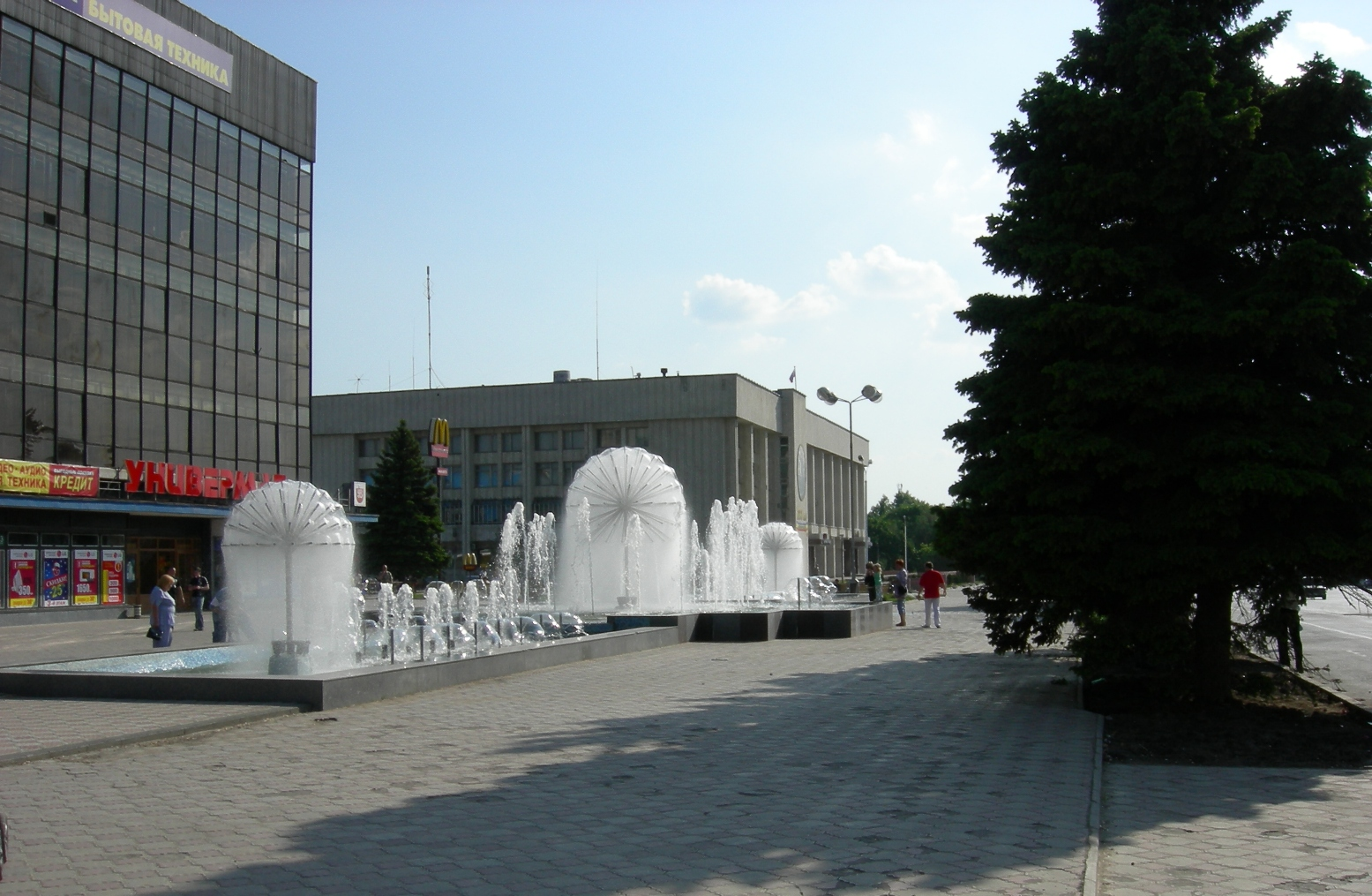
Фонтан перед ЦУМом
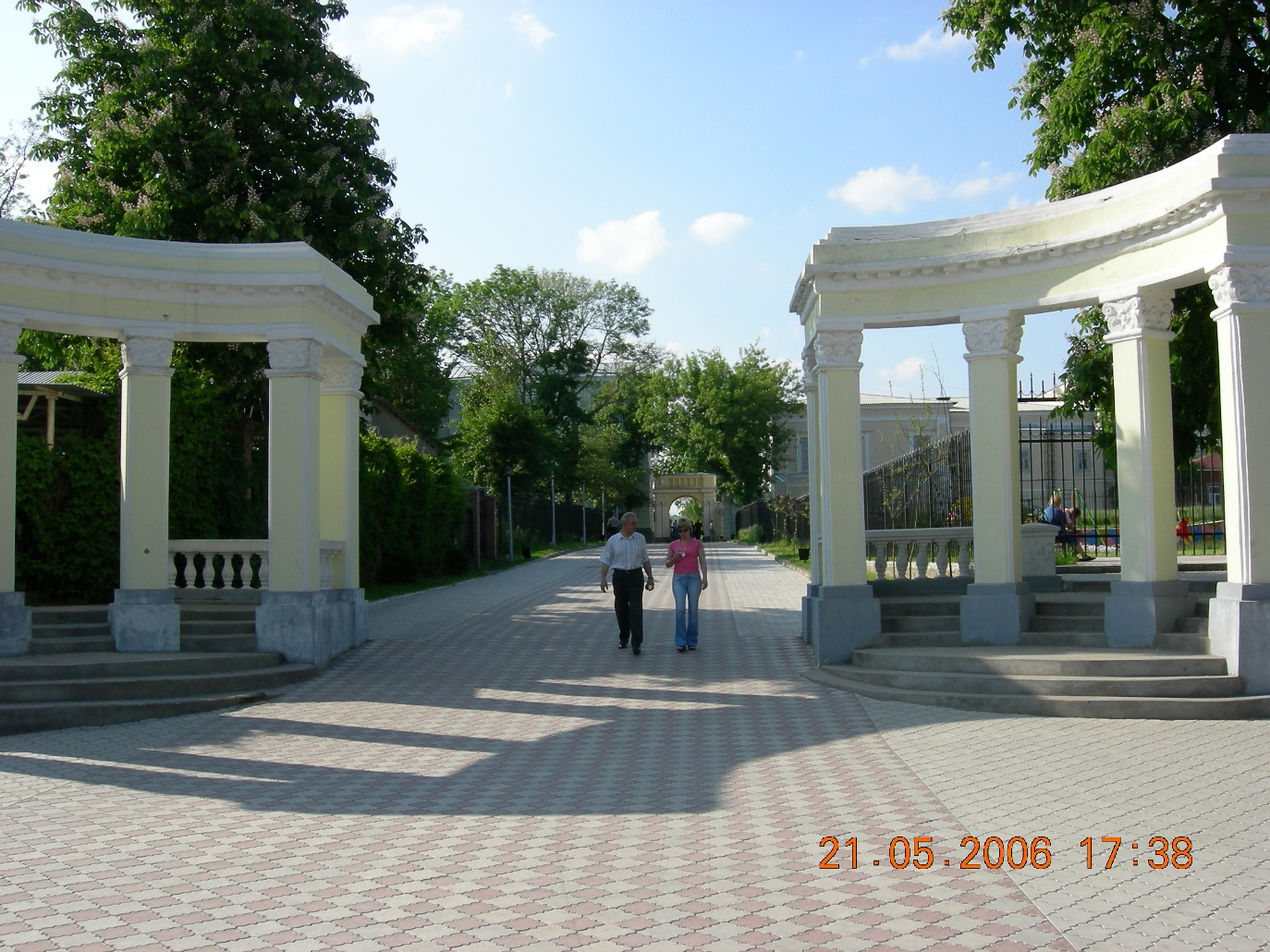
В Александровском саду
Площадь Платова
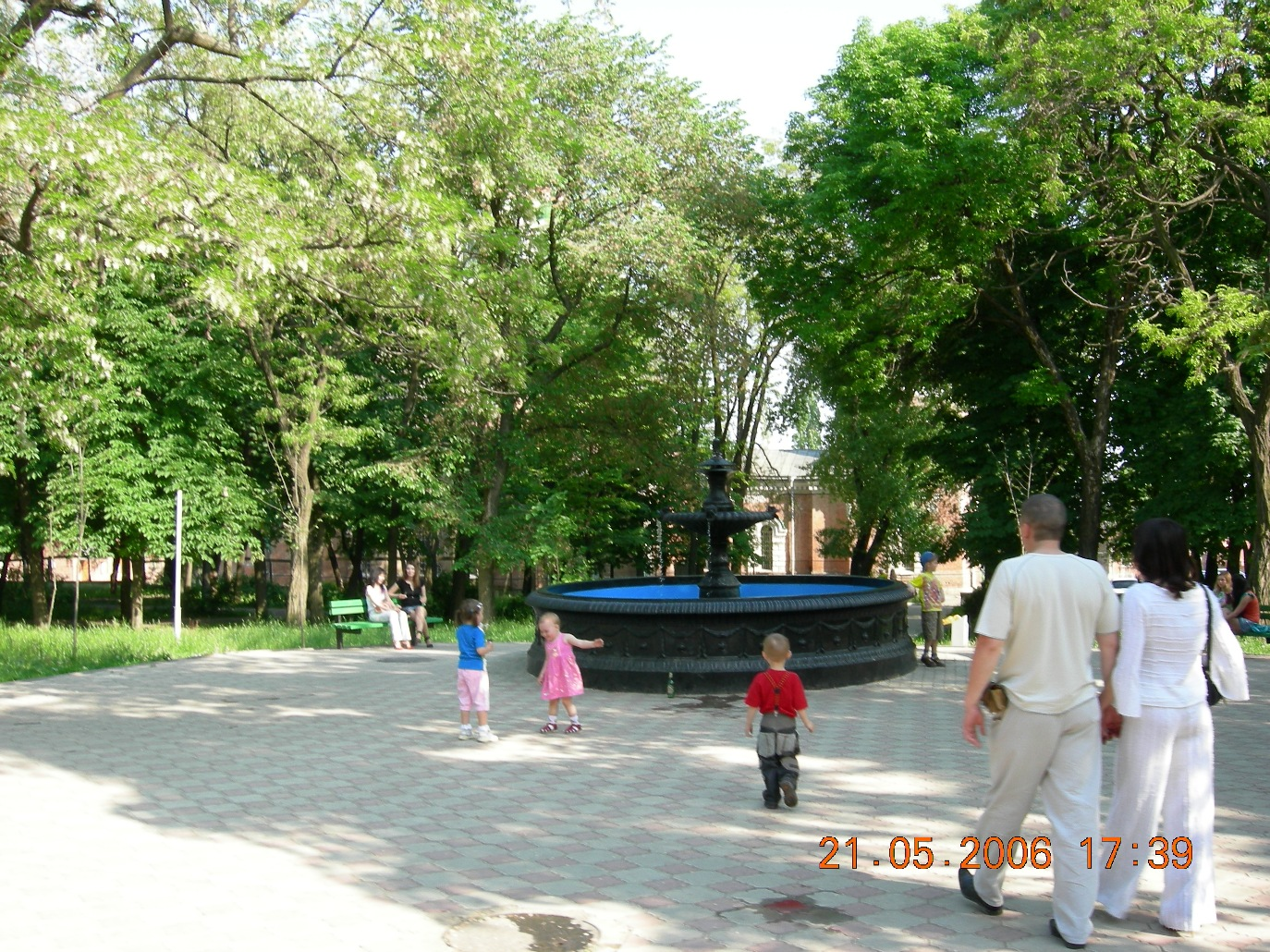
"Большой фонтан" в Александровском саду
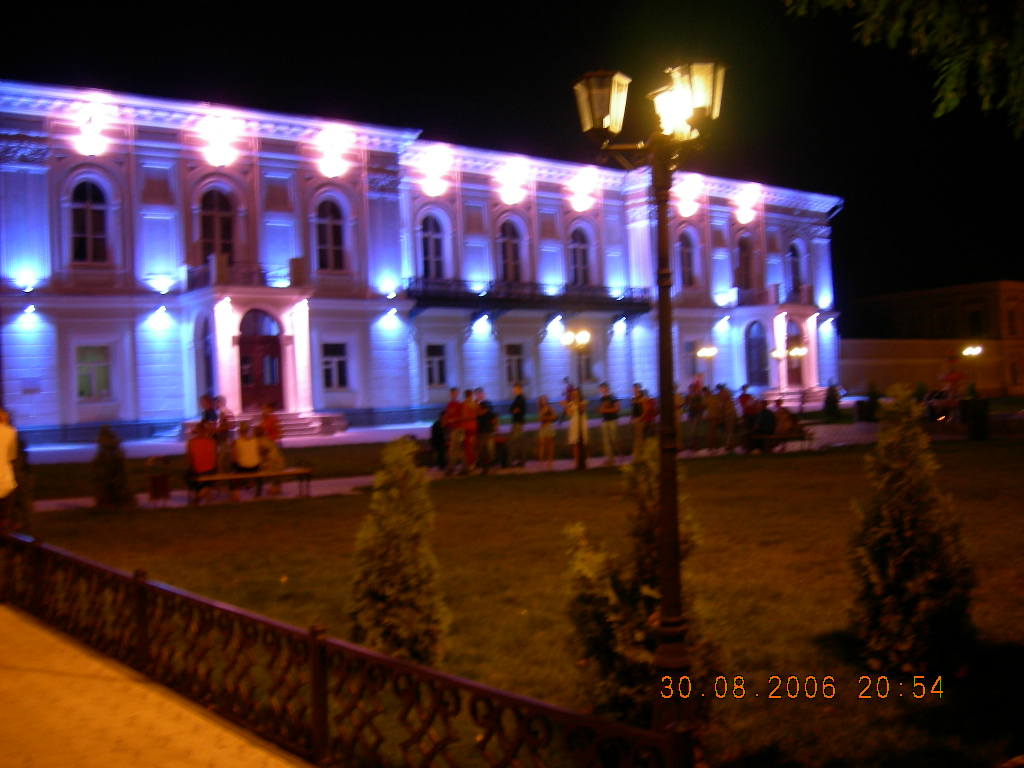
Атаманский дворец
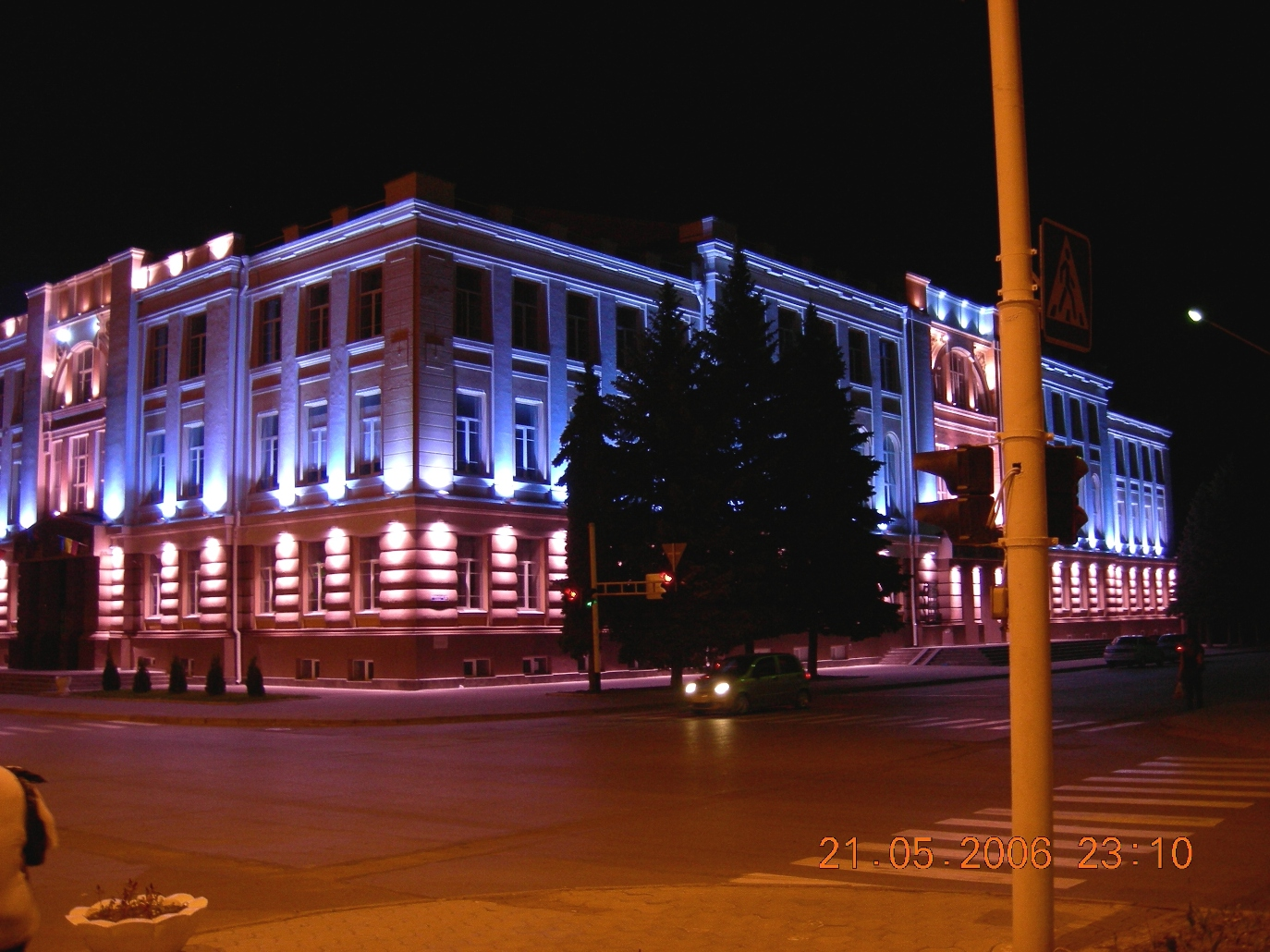
Казачий Драматический театр
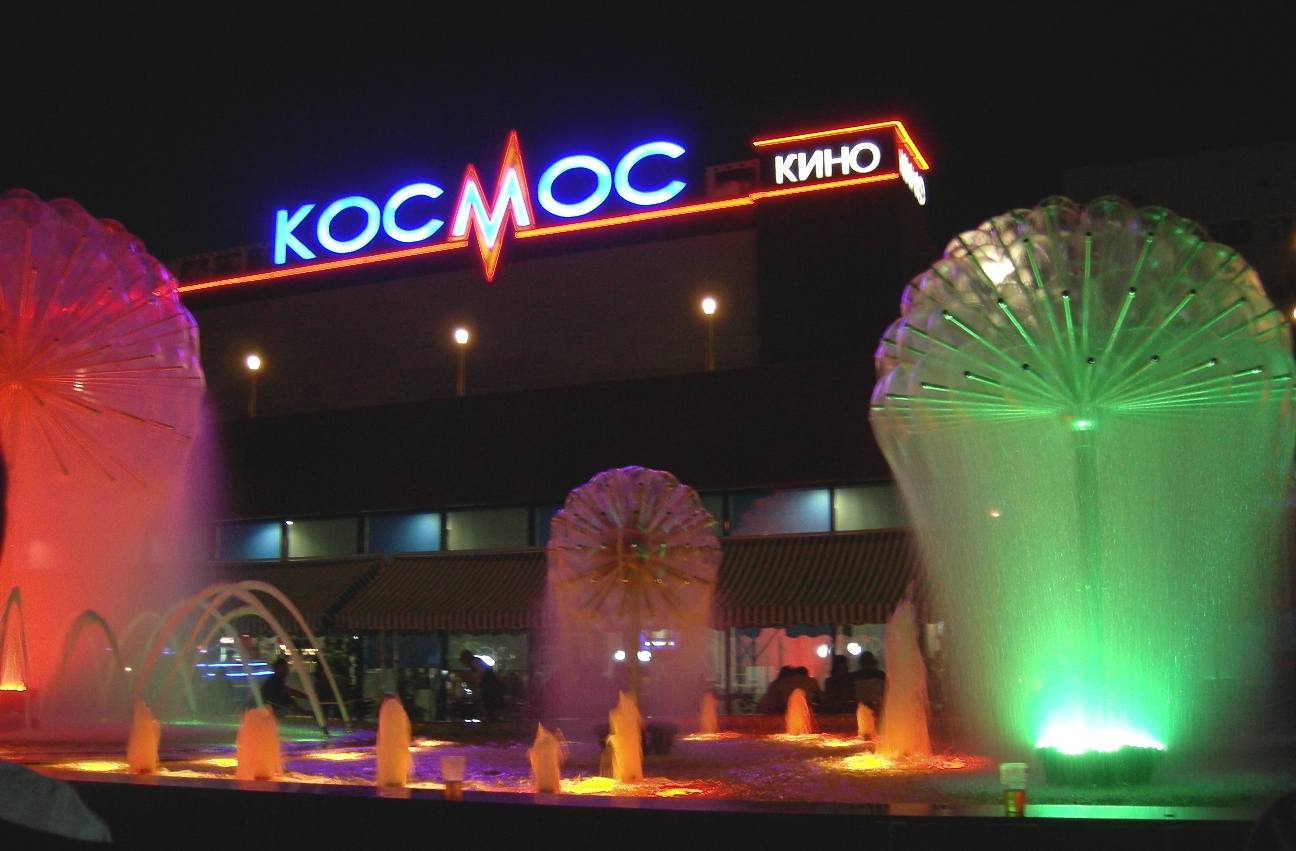
Фонтан перед кинотеатром "Космос"
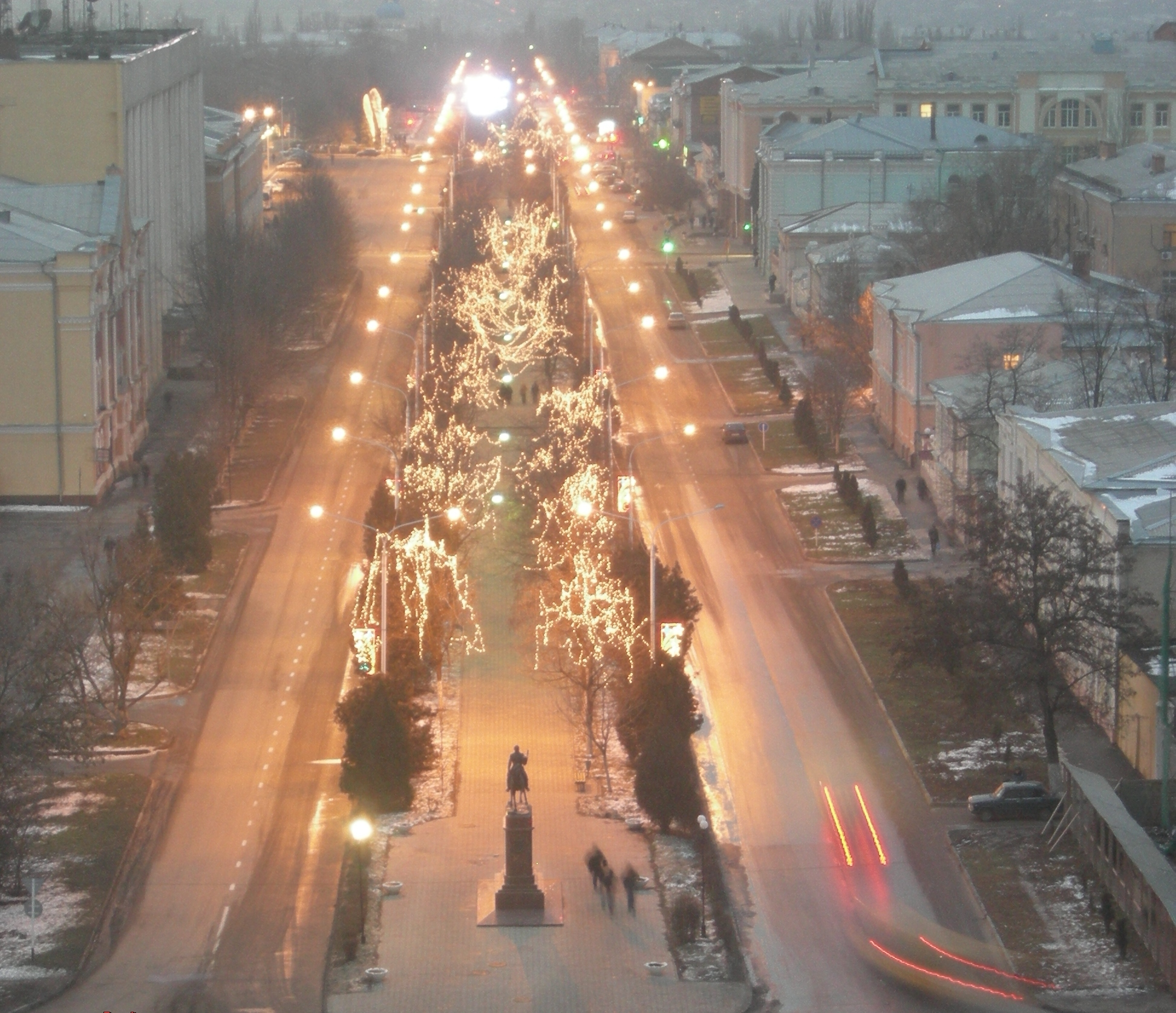
Проспект Платова вечером
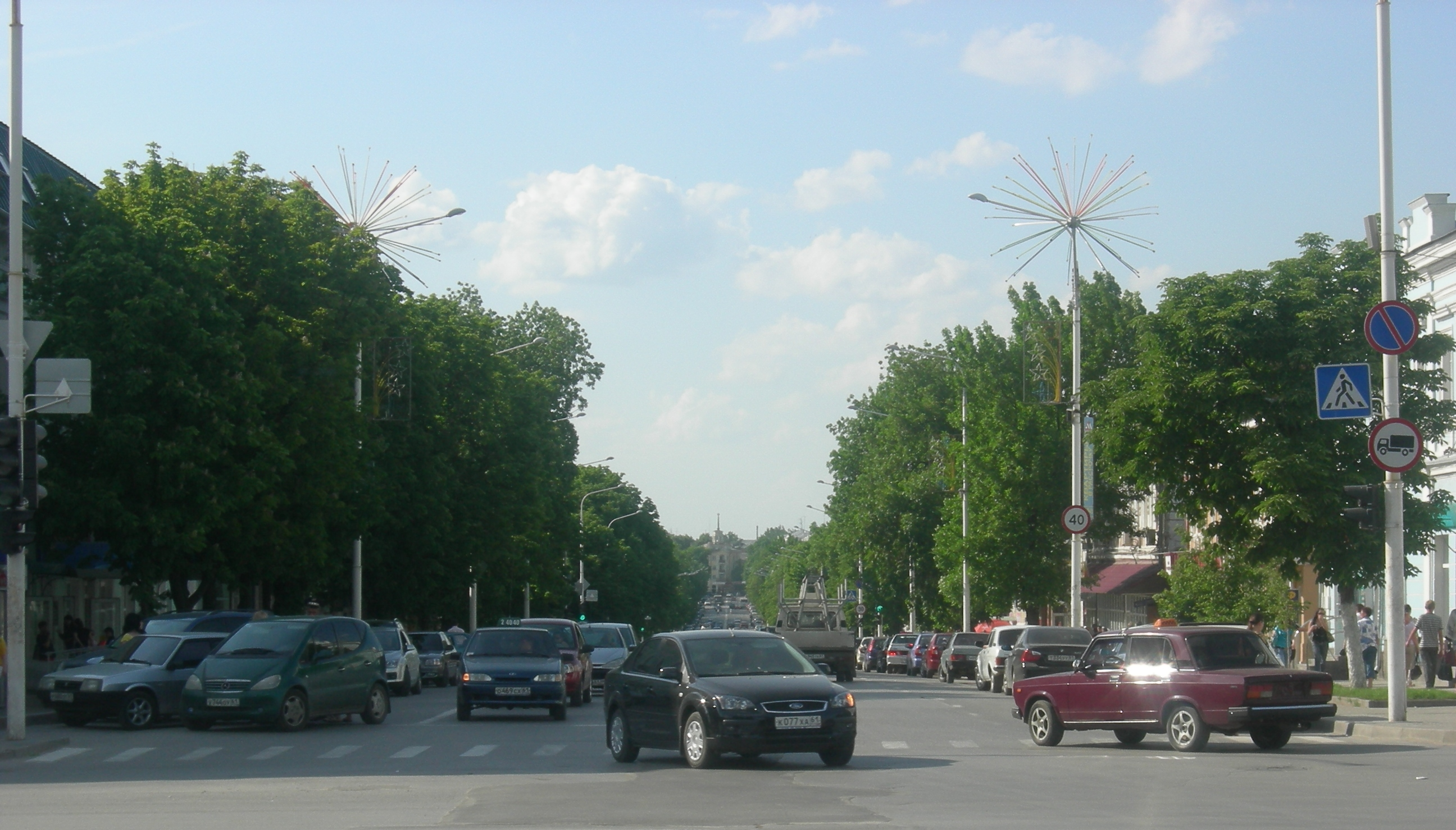
Улица Московская
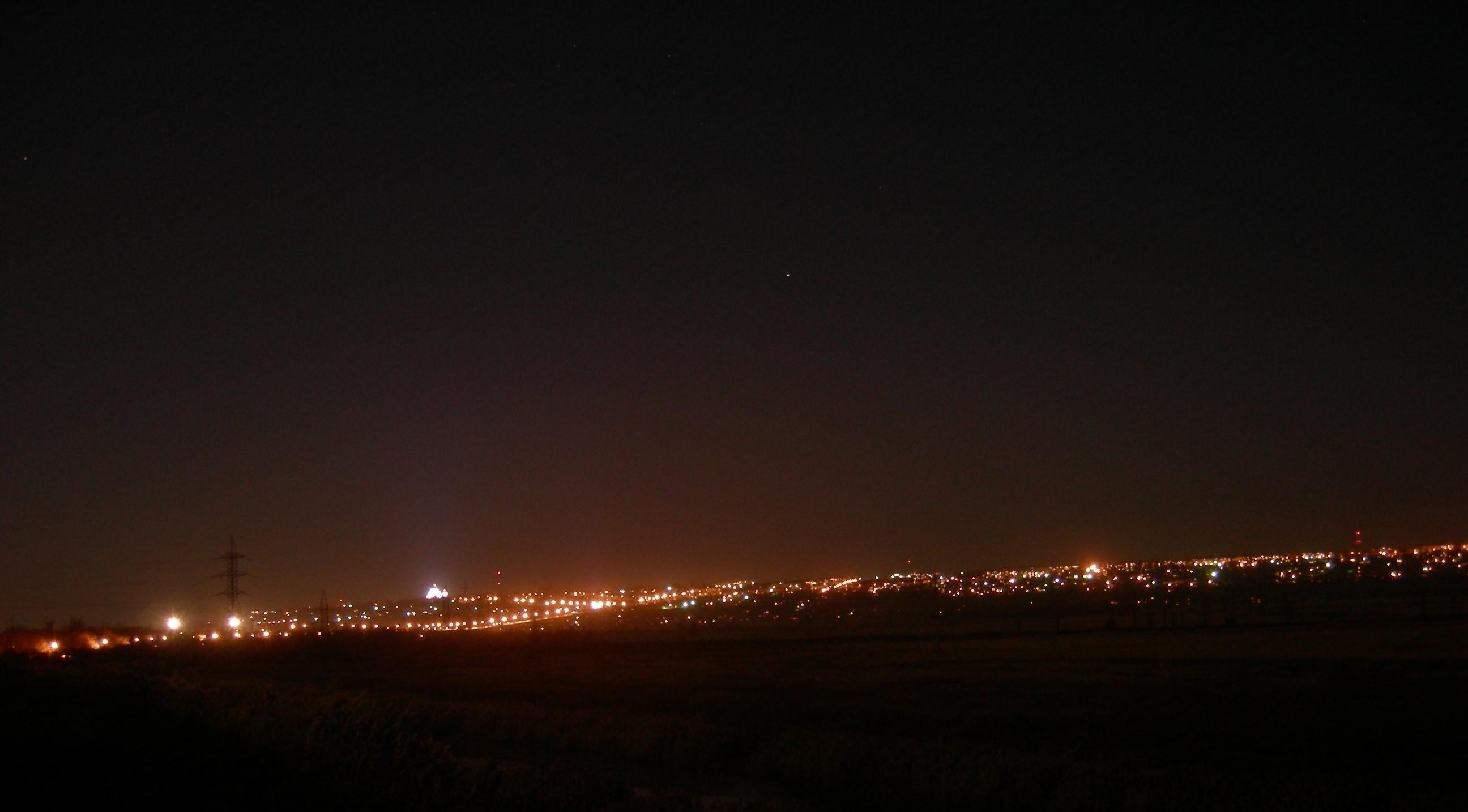
Панорама исторического центра города ночью
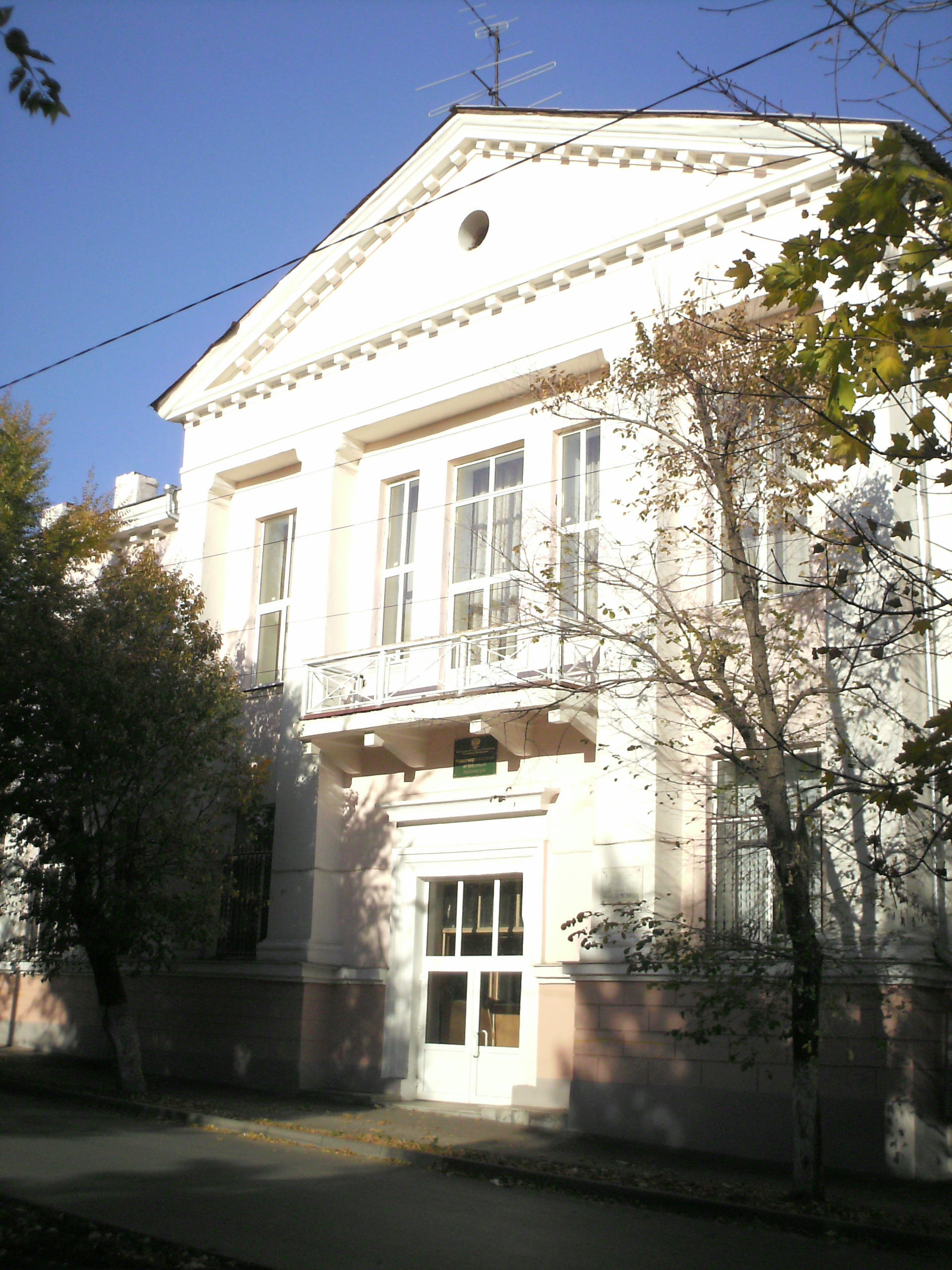
Аграрный техникум
Дворец культуры завода синтетических продуктов в Октябрьском
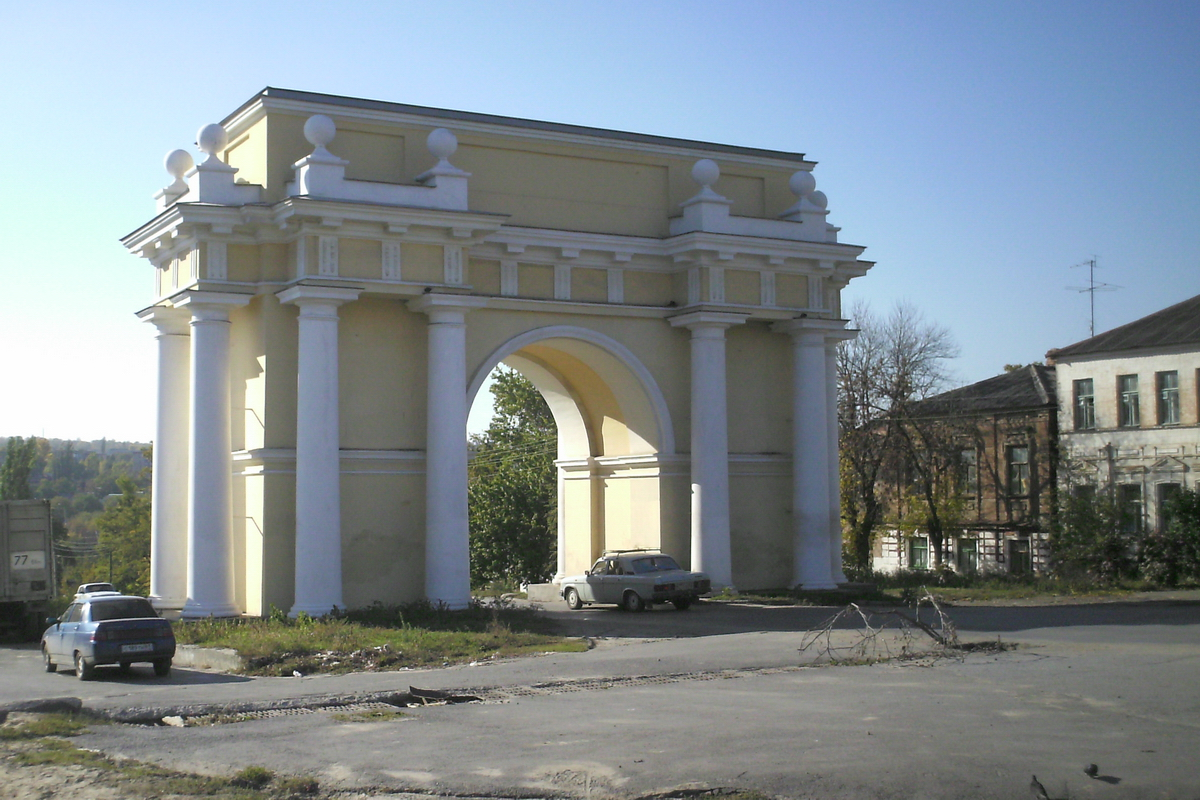
Западная Триумфальная арка
Конный памятник М. И. Платову
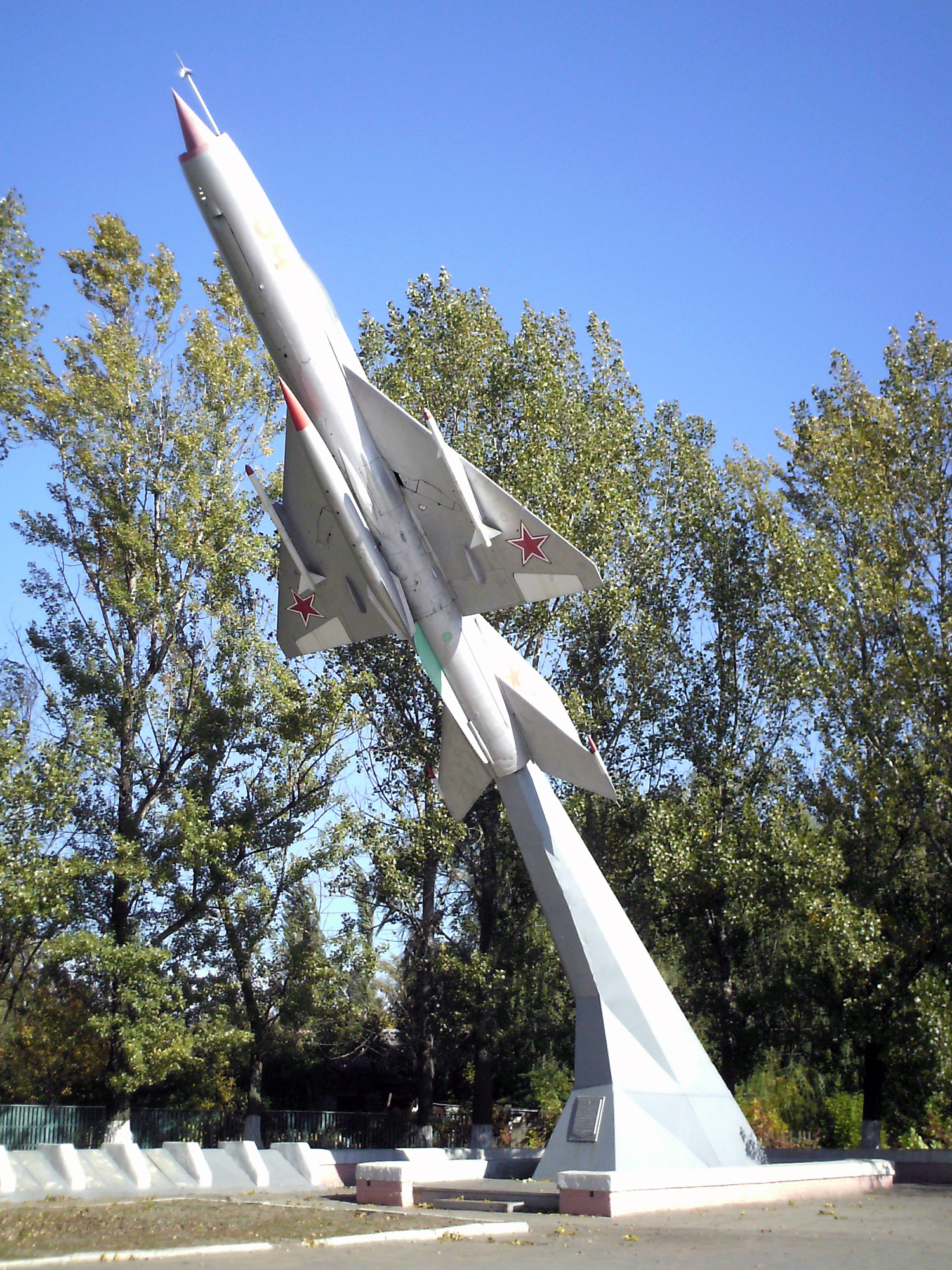
Памятник авиаторам на Хотунке
Мемориал на кургане Славы
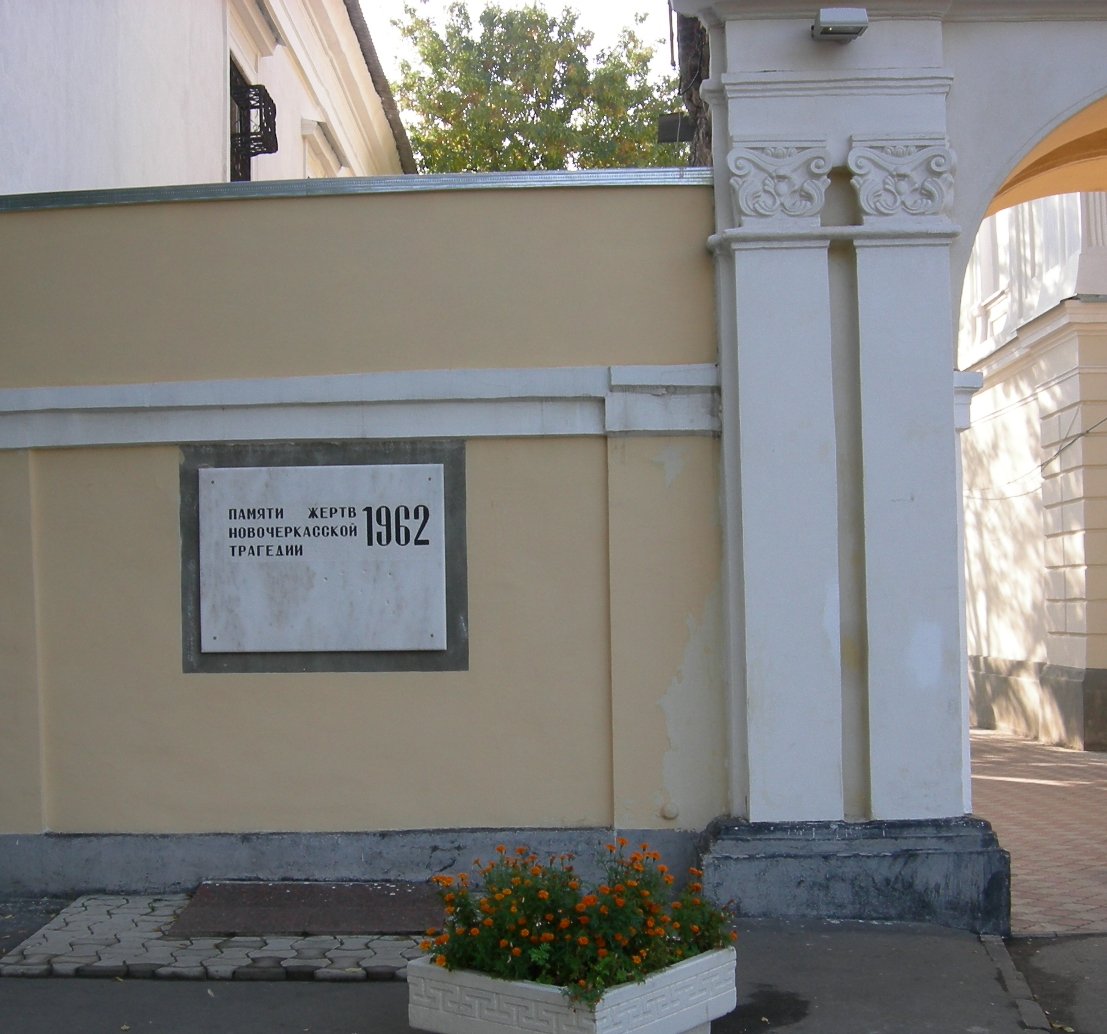
Мемориальная доска на Дворцовой площади города, где разворачивались основные события Новочеркасской трагедии
Памятник Всевеликому Войску Донскому

## Книги о Новочеркасске
- Молчанов П. И., Репников И. Г. Новочеркасск. Историко-краеведческий очерк. — Ростов-на-Дону: Ростовское книжное издательство, 1973. — 245 с.
- Новочеркасск. Краткая энциклопедия. — Новочеркасск: Новопринт, 2001. — 336 с.
- Картавенко В. Новочеркасск. Город. Люди. Время. — Новочеркасск: Колорит, 2019. — 148 с.[89]

## Города-побратимы
- Изерлон, Германия
- Ла-Валет-дю-Вар, Франция
- Гюмри, Армения
- Кронштадт, Россия
- Сремски-Карловци, Сербия
- Нови-Бечей, Сербия
- Левски, Болгария
- Хожув, Польша[90]
- Симферополь, Россия